# Jaciment del Born
El jaciment del Born, situat al subsol del mercat del mateix nom, és un dels més rellevants de Catalunya, amb una trama urbana d'època medieval i moderna de més de 8.000 m², que representa una petita part dels 295.705 m² de l'àrea enderrocada per la construcció de la Ciutadella i de l'esplanada que feia de zona de seguretat. Declarat bé cultural d'interès nacional el febrer del 2006, des del 2013 forma del El Born. Museu d'Història de Barcelona.

## Història
Les intervencions arqueològiques efectuades al Mercat del Born es van dur a terme en diferents campanyes:

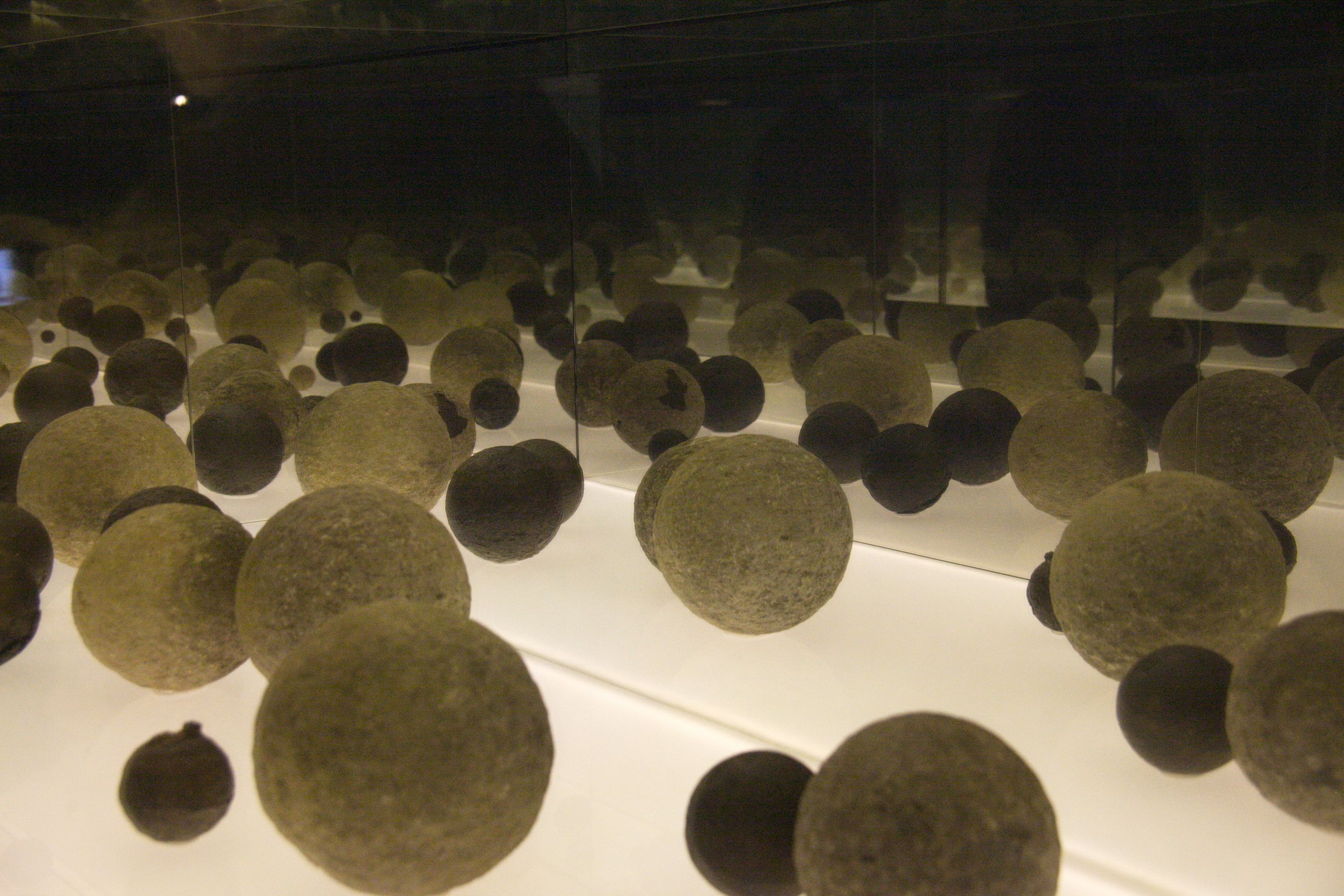
Bales de canó caigudes durant el setge de 1714

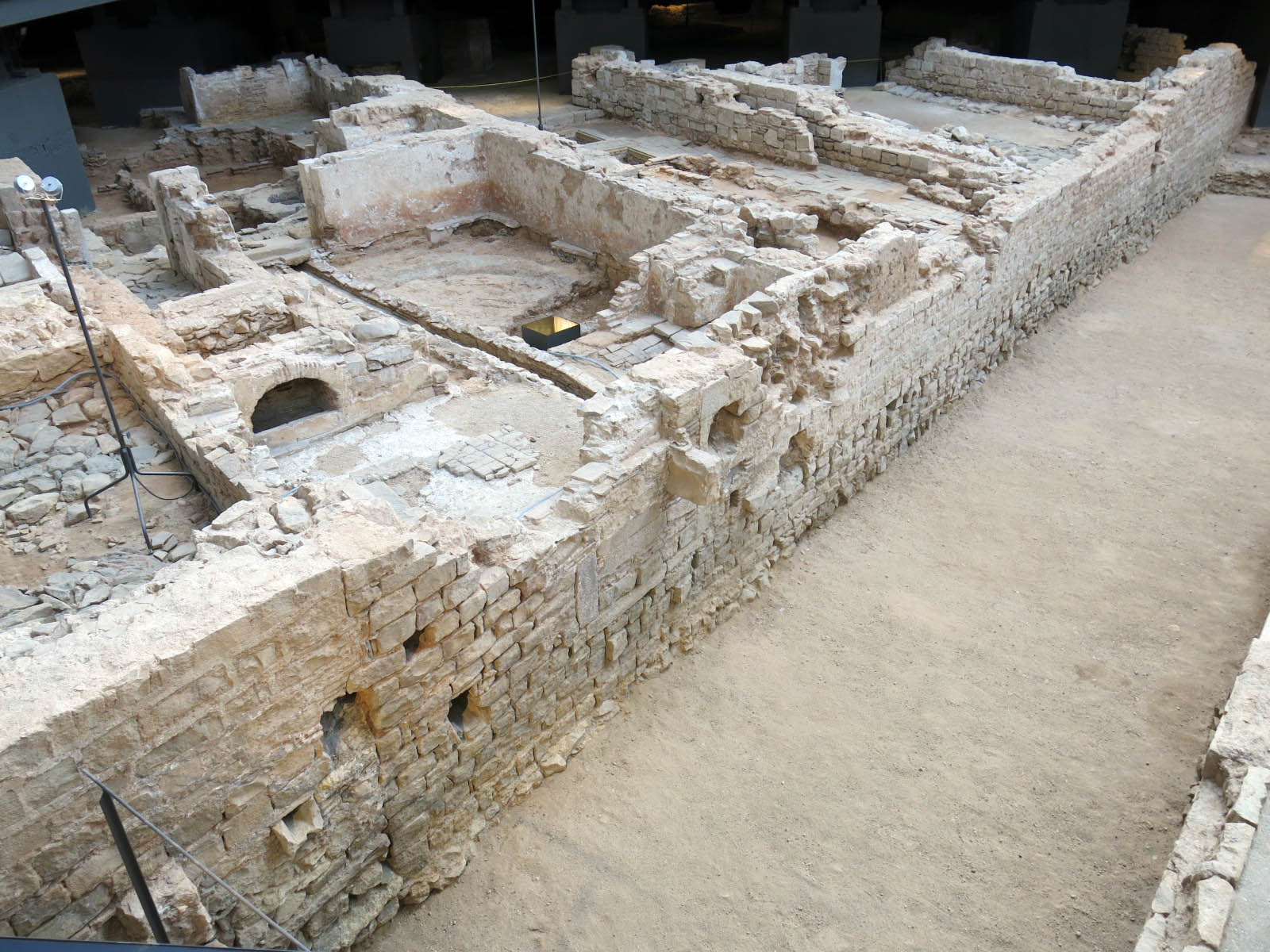
Habitatges del jaciment del Born vora el Rec Comtal

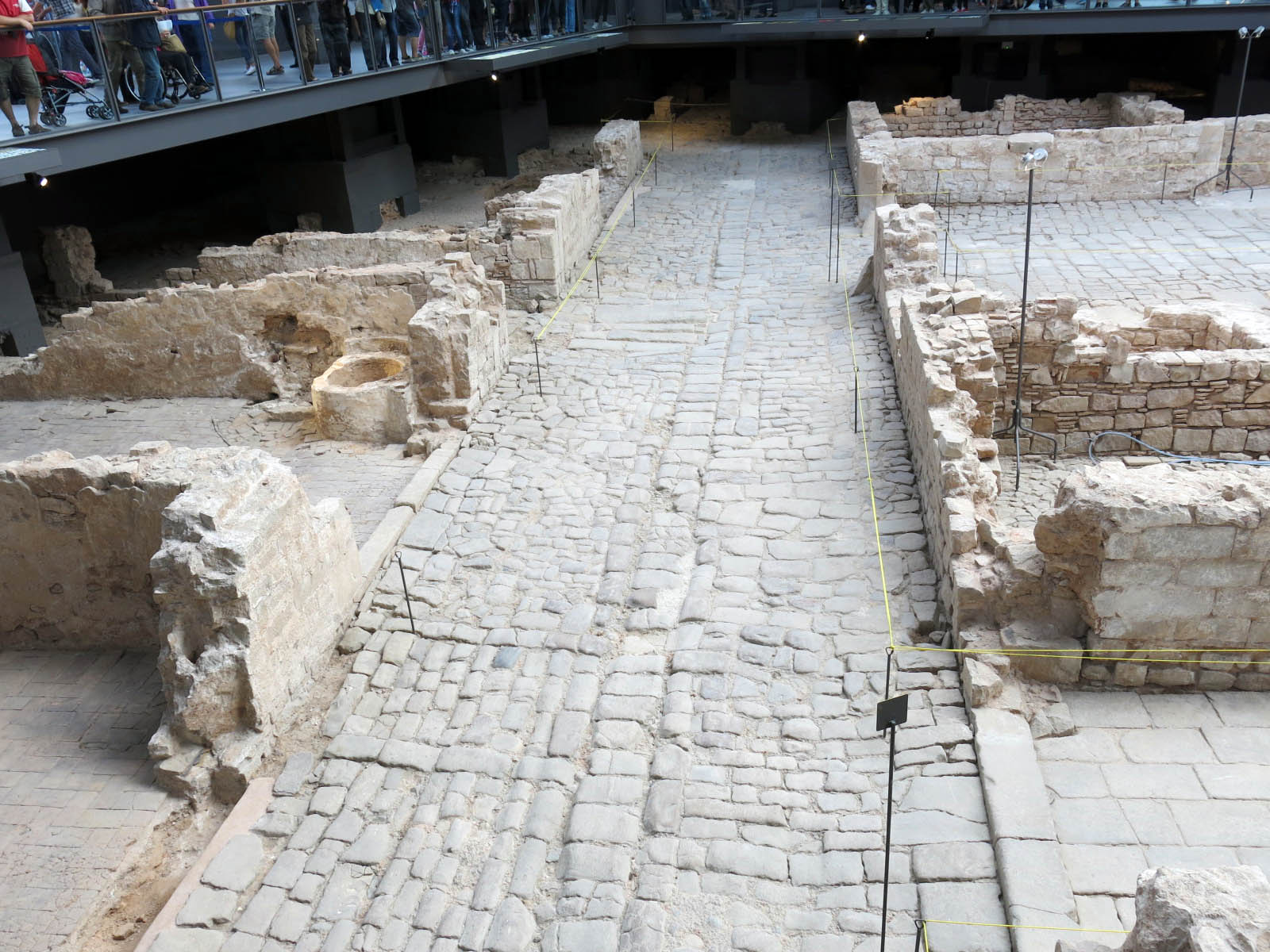
Restes a banda i banda del carrer Bonaire

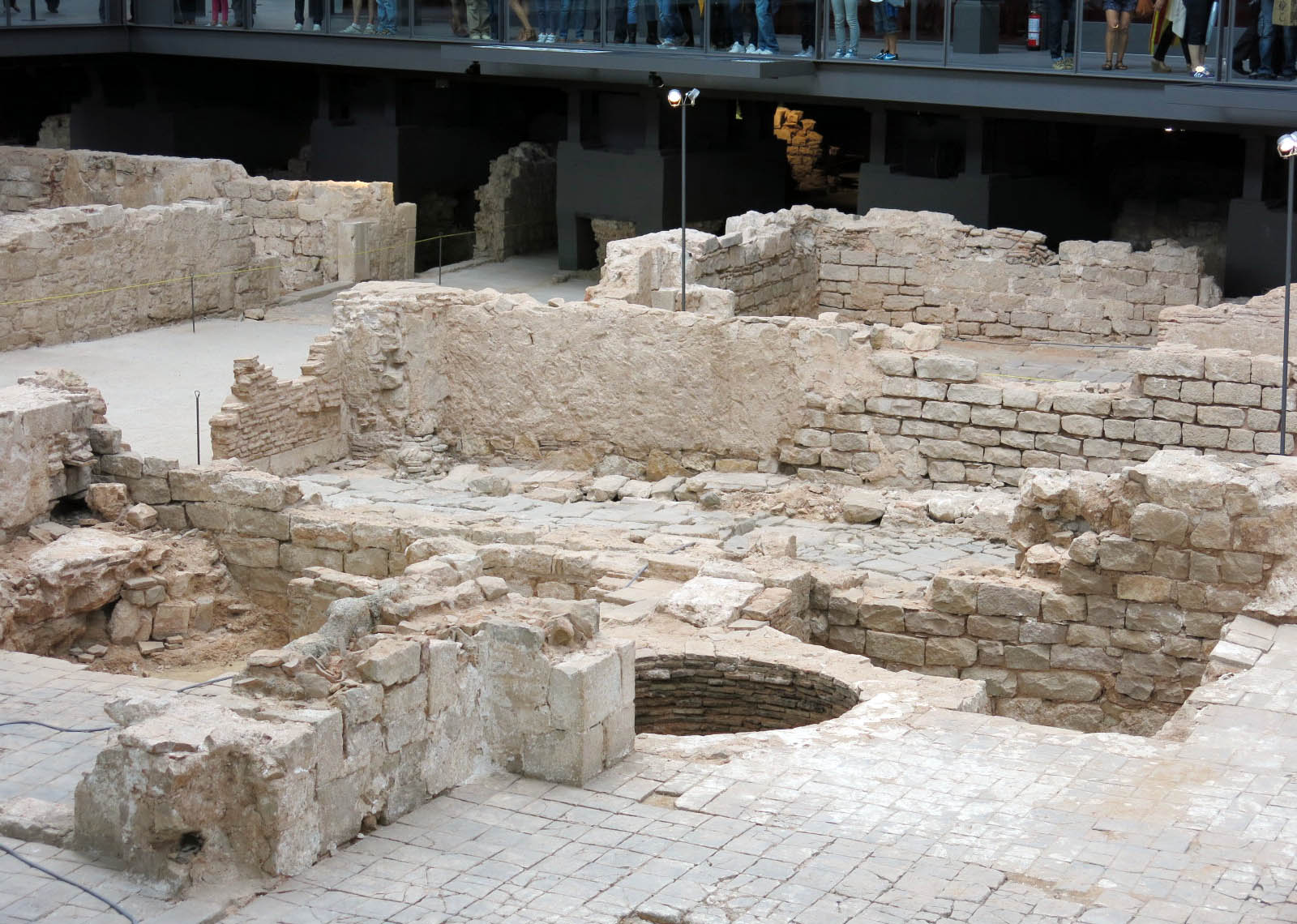
La casa Boixadors

- 1990-1991. Amb motiu per la construcció d'un aparcament subterrani al subsòl de la Plaça Comercial en una àrea de 4800 m². L'excavació en extensió es va realitzar en dues fases i es va dividir en sis sectors, A (I), B (II), C (III), D (IV), E (VII) i F (VIII). Els sectors estaven definits pels propis límits de l'excavació i per unes zones sense excavar que estaven ocupades per una sèrie de serveis en funcionament. En el sector A, que corresponia a la part nord-oest de l'excavació es va documentar a part del Rec Comtal, el carrer de Gensana, la part nord del carrer Qui va del Born al pla d'en Llull, així com les respectives illes de cases. El sector B, situat a la part nord-est de l'excavació, englobava la part nord dels carrers Qui va del Born al pla d'en Llull, Joc de la Pilota i Bonaire i diverses estructures relacionades amb les cases i tallers artesanals. El sector C, es corresponia amb la part sud-est de l'excavació, entre els sectors B i E. Englobava la part central dels carrers Qui va del Born al pla d'en Llull, Joc de la Pilota i Bonaire i les illes de cases adjacents. El sector D, s'ubicava a la part central de l'excavació, en l'extrem sud-est de l'illa de cases formada entre els carrers de Gensana i del carrer Qui va del Born al pla d'en Llull. Entre els sectors A i F. El sector E corresponia a la part sud-est de l'excavació, per sota del sector C i comprenia la part sud dels carrers Qui va del Born al pla d'en Llull, Joc de la Pilota i Bonaire i part de les cases adjacents als carrers. El sector F, ubicat a la part sud-oest de l'excavació, per sota del sector A, s'estenia per la part sud del carrer Qui va del Born al pla d'en Llull i per les cases adjacents. Durant els treballs es va recuperar la trama urbana del Barri de Ribera anterior a l'enderroc que es va portar a terme per la construcció de la fortificació de la Ciutadella, així com dues zones de necròpolis datades en època romana i islàmica.[3]

- 1994. La rehabilitació del Mercat del Born per part de la Universitat Pompeu Fabra per tal d'ubicar el centre d'Estudis de Comunicació, Audiovisuals i l'Institut Universitari de l'Audiovisual, va generar una prospecció arqueològica amb sondejos i un estudi previ de l'edifici, la superfície del qual abasta uns 8000 m², dels quals només es va prospectar una petita part a partir de rases de sondeig. Es van poder documentar clavegueres i serveis de l'edifici original del mercat i de la reforma de 1982; fragments de paviments i fonamentació de columnes del mercat; farciments de l'enderroc del barri de la Ribera i de la posterior sedimentació; i finalment, estructures del darrer moment del barri de la Ribera, abans de ser enderrocades per construir l'esplanada de la Ciutadella borbònica.[3]

- 1998. Realització d'una única cata de 15 m x 20 m a la nau central del mercat, pròxima al carrer de la Fusina, prèvia a les obres d'adequació de l'edifici com a biblioteca provincial (Ministeri d'Educació i Cultura). En aquesta ocasió es va documentar el traçat del Rec Comtal i estructures d'habitació associades al Rec; així com també el nivell d'enderroc de l'antic barri de la Ribera, el qual va sepultar les restes arquitectòniques, nivell que es localitza a poc més d'un metre de profunditat respecte al paviment actual del mercat del Born.[3]

- 2001-2002. Excavació en extensió de l'interior del mercat, arran de les obres d'adequació de l'edifici com a seu de la Biblioteca Provincial. A l'àrea nord del jaciment es van documentar un total de 3 illes de cases compreses entre els carrers Gensana, dels Ventres, de Na Rodés i el Pla d'En Llull. Entre el centre, i creuant transversalment, es localitzà l'antic Rec Comtal, un tram d'uns 85 m de llargada i 4 m d'amplada que es convertí en l'eix vertebrador del barri, i a partir del qual es va marcar l'orientació de part de les edificacions. Es va poder documentar un dels ponts (a la confluència carrers dels Ventres/de na Rodés) construïts per salvar el tram del recorregut al descobert del Rec. A dins de les illes es van recuperar les diferents edificacions de construcció gòtica amb reformes posteriors, les quals allotjaven habitatges, palaus, zones de treball i magatzems. Finalment, a l'àrea sud de l'excavació es localitzà una sèrie de carrers que configuren una xarxa quadrangular de 8 illes de cases (carrers dels Dies Feiners, el de Bonayre, d'en Malla i de n'Abella).[3]

- 2003. Al límit sud/sud-oest de l'excavació es van documentar dos enterraments in situ, dels quals es va dur a terme un estudi antropològic. A més a més, es van dur a terme intervencions de conservació i restauració de les estructures de pedra i maó, així com dels revestiments de les restes arquitectòniques.[3]

- 2005-2006-2007. La continuació de les obres de construcció del Centre Cultural va venir precedida per un seguiment d'obres a l'interior del mercat i a un edifici annex al carrer Comercial, 5; l'excavació de diferents punts d'actuació; i la consolidació i el confinament d'estructures. En aquesta intervenció es va poder obtenir més informació sobre el jaciment, l'estructura i les tipologies dels carrers i els edificis, etc., i es van iniciar les tasques d'adequació per a la visita del Centre Cultural.[3] A l'interior de l'edifici annex no es van identificar estructures arqueològiques (tan sols un estrat de graves amb material ceràmic romà molt rodat, ceràmiques vidriades i restes de fauna). En canvi, l'obertura del paviment del carrer efectuada per a connectar l'edifici annex amb el Centre Cultural del Born sí va permetre ampliar el perímetre del jaciment del Born. Després de rebaixar 2,5 m amb mitjans mecànics sense documentar restes arqueològiques, es va iniciar l'excavació manual en extensió (80 m²) d'aquesta part del carrer. D'aquesta manera, es va descobrir l'interior d'una illa de cases delimitada pel nord pel carrer Oliver, pel sud pel carrer de Na Rodés, per l'est pel Pla d'en Llull i per l'oest pel carrer de Jaume Negre. Es tracta de la continuació per la part nord de l'illa de cases documentada al sector 2 del jaciment del Born (nord-oest de l'interior del mercat). Les tres edificacions identificades en aquest espai varen ser excavades, documentades i desmuntades per poder tal de poder efectuar l'obra de connexió entre els dos immobles.[3]

- 2008-2009. En el marc de les obres de construcció del Centre Cultural es van continuar les tasques d'excavació d'alguns encepats i els treballs de restauració de les restes arqueològiques.[3]

## Descripció

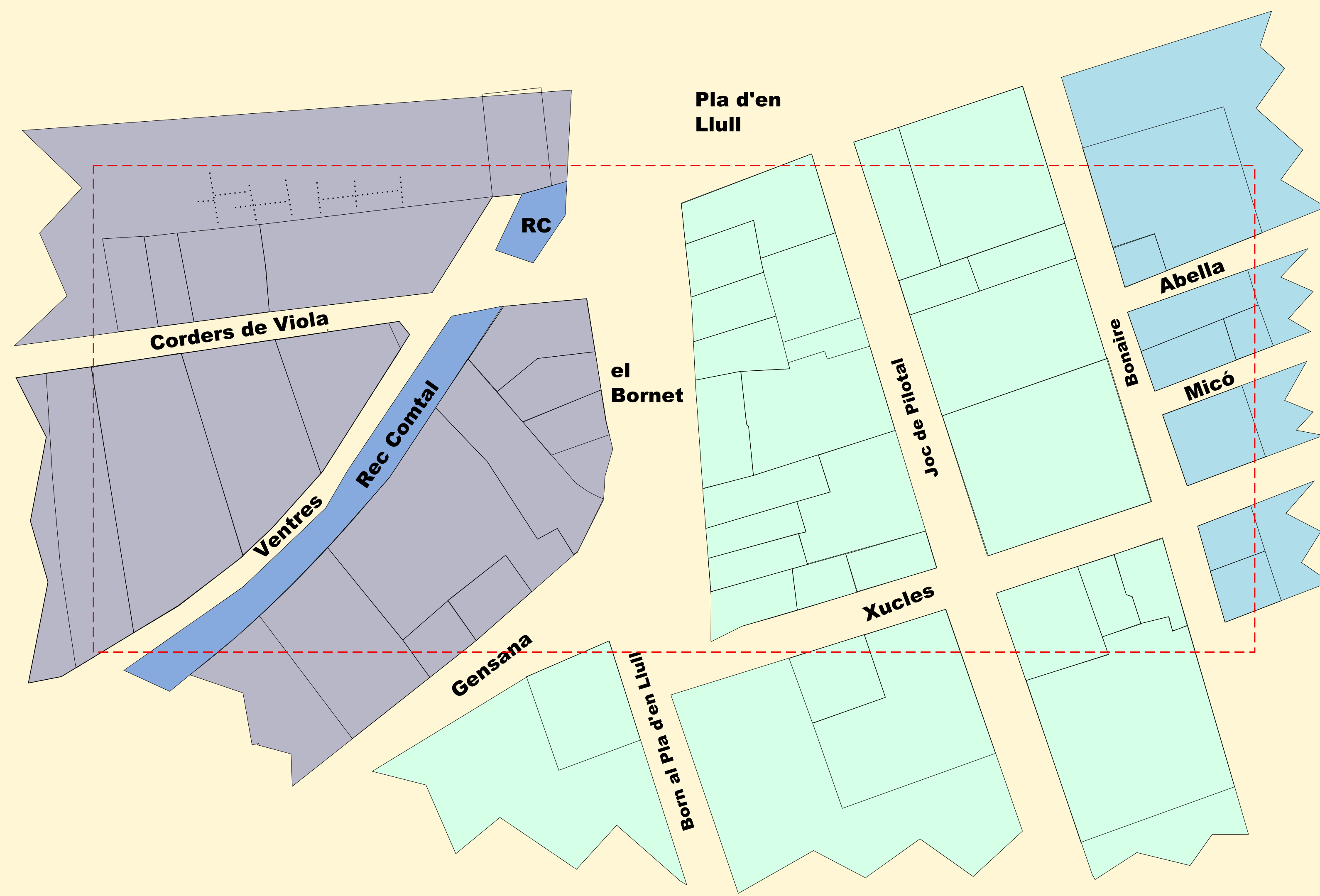
Parcel·lari del jaciment, delimitat per la línia vermella. Inclou tres zones segons l'activitat: industrial i menestral (gris), barri residencial i d'oci (verd) i barri mariner (blau)

En excavacions realitzades al carrer del Comerç (a tocar d'aquest jaciment), es constatà l'ocupació romana per la presència de material ceràmic, molt escàs i la documentació de la necròpolis, datada entre els segles vii i vii. També es varen trobar esquelets humans, els quals estarien relacionats amb una possible necròpolis musulmana, que es devia datar entre els segles viii i ix.
El nivell del sòl en aquesta zona era originalment força inferior al veí passeig del Born, i com que els militars volien anivellar-ho, no va caler enderrocar els edificis fins als fonaments, el que ha permès que les restes foren conservades. Una altra coincidència va ser el tipus d'estructura metàl·lica molt lleugera, que només requeria uns fonaments puntuals sota els pilars, minimitzant l'impacte sobre les restes arqueològiques. També l'orientació del mercat ha permès, casualment, que sota la seva superfície hagin quedat encabides zones de diferent activitat de la ciutat del segle xviii. Així, la part més llarga de la planta rectangular va des de la zona més industrial i artesanal ubicada al voltant del Rec Comtal, continua per la part central del jaciment on s'ubicaven habitatges i palaus de gent benestant, gremis i establiments d'oci; per acabar, a l'extrem més oriental del jaciment hi ha el barri mariner amb habitatges més senzills i petits que a la resta.
La zona excavada i visitable conté un segment del Rec Comtal, fragments de vuit carrers i tota la plaça del Bornet. L'amplada dels carrers va des del 2,4 m del carrer de Micó, al barri mariner, als 2,6 - 2,8 m dels carrers dels Corders de Viola, carrer de Ventres; els carrers de la zona residencial són bastant més amples, amb 4,4 m al carrer de Xucles, 4 m al carrer de Bonaire i 5,8 m al carrer del Joc de Pilota. A la part central del jaciment hi ha la plaça del Bornet, un espai privilegiat amb una amplada de 10,6 m a la part central, uns 15 m a la cruïlla amb el carrer de Gensana i d'uns 12,6 m a la part del pont sobre el Rec Comtal. Aquest, conegut també com a «pont de la Carnisseria del Pla d'en Llull» i «pont del carrer de Na Rodés» té una amplada que va dels 5,5 als 9,5 m. Cal tenir present que les alçades habituals dels edificis era de planta i dos pisos, és a dir, per sobre de 10 m la qual cosa incrementava la sensació d'estretor dels carrers.
Hi són visibles un total de 42 cases senceres i onze fragments de cases on vivien 77 famílies amb un total de 323 persones. Per a fer comprensible la descripció de les finques, s'ha seguit la numeració proposada a l'inventari fet per l'historiador Albert Garcia Espuche a la seva obra La ciutat del Born.

### Habitatges entre el carrer dels Ventres i el dels Corders de Viola

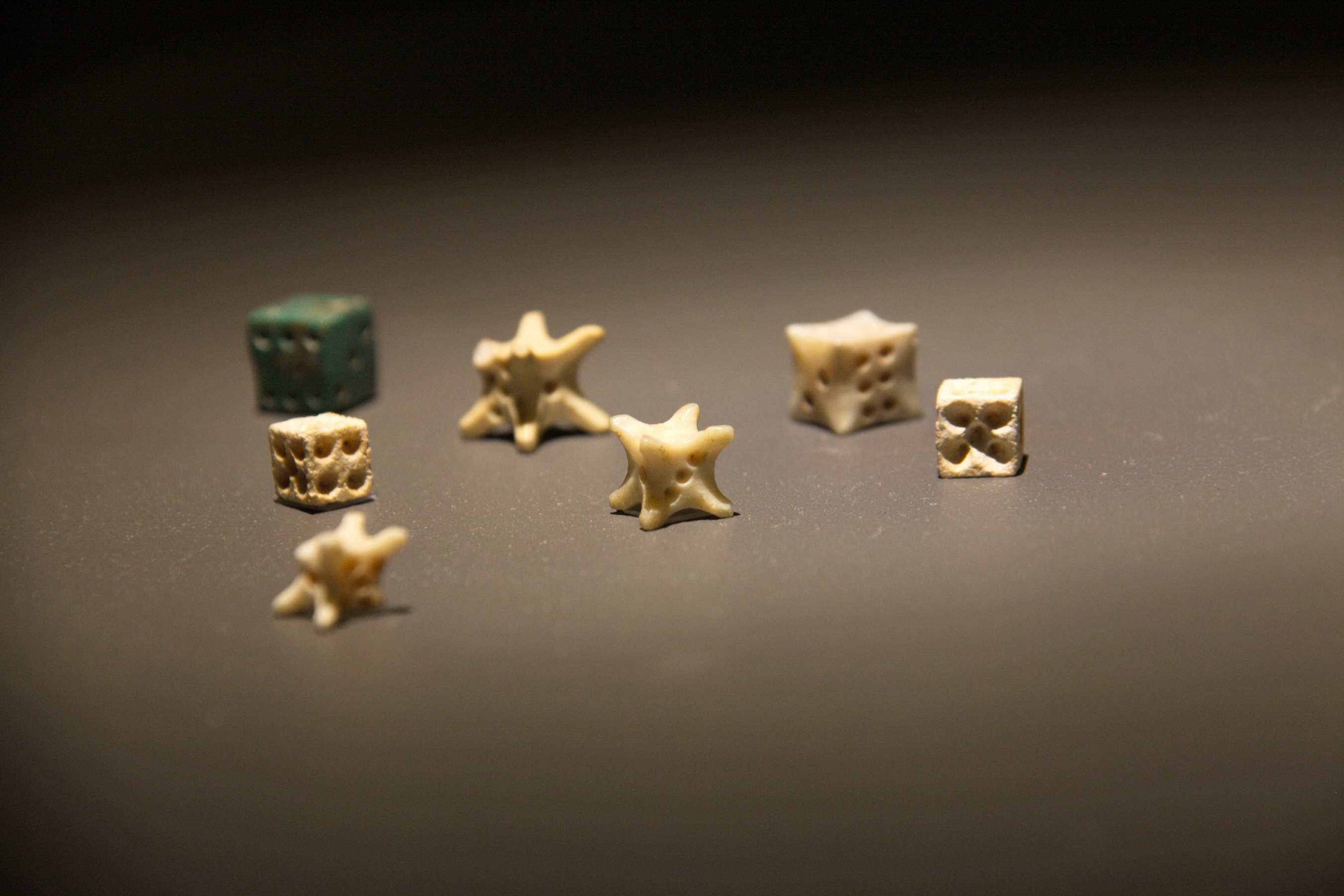
Daus trobats a la casa Corrales (n.3)

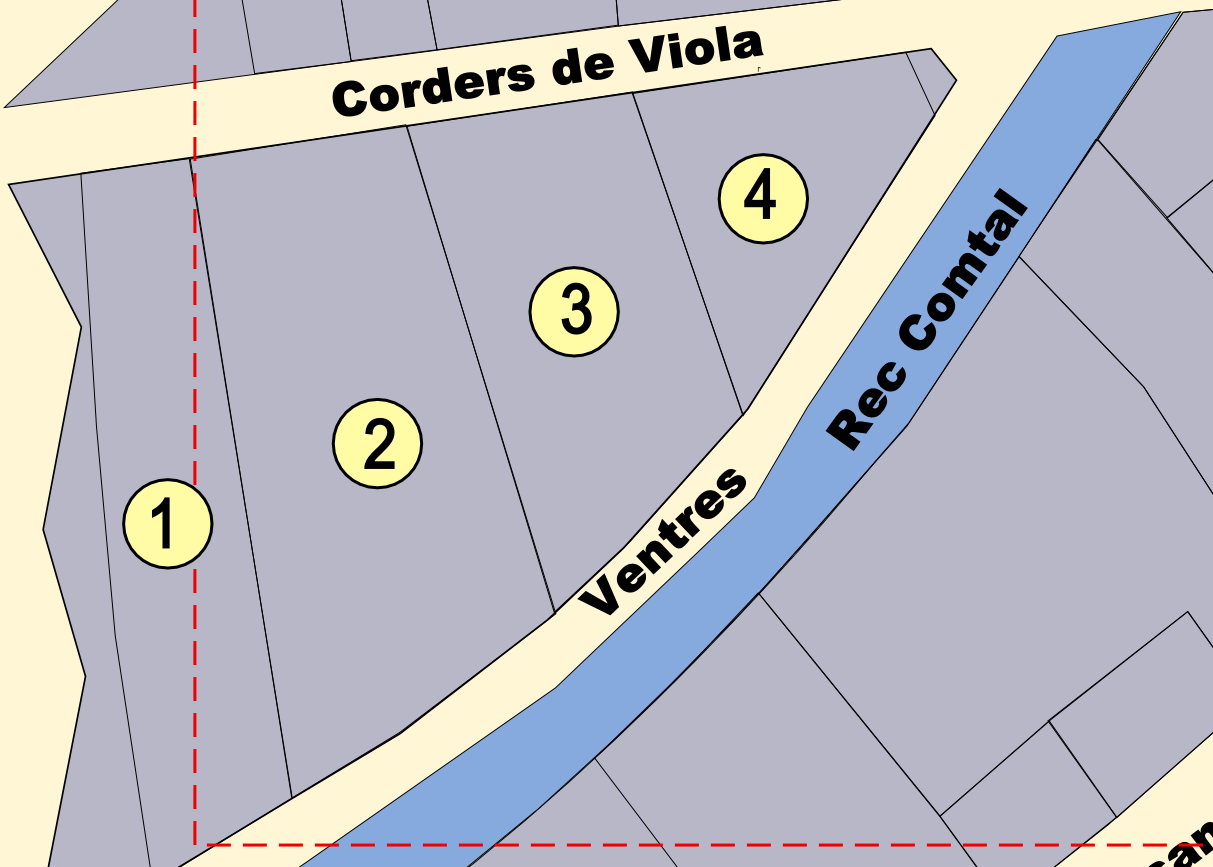
Mapa del jaciment del Born (1717) amb el detall de finques de l'illa 1, corresponent al barri industrial i menestral

En aquesta illa de cases es troba una de les peces característiques de la vida social de la ciutat del segle XVIII: un triquet, o casa de joc. El joc era un costum estès en l'àmbit familiar, però també es jugava en cases públiques de joc que no sempre havien estat legals. Es jugava a daus i cartes, i de forma menys freqüent a jaquets i els escacs. Els triquets no tan sols representaven un espai de joc, sinó un entorn on tancar negocis. En aquella època a la ciutat es comptabilitzaven una trentena de locals situats al carrer dels Escudellers, a la muralla de la Rambla o al carrer de la Fusina.
| Imatge                                          | Dades                | Dades |
| ----------------------------------------------- | -------------------- | ----- |
|                                                 | Cases Sobias         |       |
| Núm. 48-49                                      | Bonaire              |       |
| No és visible des de la part superior.          |                      |       |
| .                                               |                      |       |
|                                                 | Cases Serra          |       |
| Núm. 50-51                                      | Bonaire              |       |
| És visible parcialment des de la part superior. |                      |       |
| .                                               |                      |       |
|                                                 | Cases Martras        |       |
| Núm. 52                                         | Bonaire i Xucles     |       |
| És visible parcialment des de la part superior. |                      |       |
| .                                               |                      |       |
|                                                 | Cases Gras i Malaret |       |
| Núm. 53-54                                      | Bonaire i Xucles     |       |
| No és visible des de la part superior.          |                      |       |
| .                                               |                      |       |

| Imatge | Dades               | Dades |
| --- | ------------------- | ----- |
| | Casa Matas          |       |
| Núm. 1 | carrer dels Ventres |       |
| No és visible des de la part superior, i està pràcticament fora del jaciment. La imatge mostra la part coberta de la casa Tey amb el mur de separació de la casa Matas com a únic vestigi. |                     |       |
| El propietari de la casa el 1716 era el corder de viola Pere Matas juntament amb la seva dona i la seva mare. Dins el jaciment només hi ha una part de la finca que tenia quatre canes de façana per divuit de llarg amb sortida al carrer de Ventres i al de Corders de Viola. Aquesta finca era el resultat de la unió de dues finques a partir de 1678. Abans, la finca de llevant amb sortida al carrer de Corders de Viola havia estat propietat del mestre d'aixa Pere Arrover; va passar al velluter Joan Blanch qui la tenia llogada a l'adroguer Joan Pere Vilarrosal i posteriorment a la seva vídua. El 1626 va morir Blanch i el 1629 consta com a propietat d'Elisabeth Cellarès, dona del notari Joan Vicenç Cellarès. La finca de ponent, amb sortida al carrer de Ventres, havia estat propietat del corder de viola Martí Malvet i el 1602 va passar a mans de Durandi Grana, sastre i corder de viola. Totes dues finques es van unir el 1678 sota la propietat del mariner Pere Artigues qui, davant el precari estat de conservació -probablement a causa dels bombardeigs de 1697- la va vendre a preu de ruïna al mestre d'obres Baltasar Bertran. Des del 1690 va passar a propietat de Pere Matas, el corder de viola que va haver d'enderrocar-la el 1716. Matas era també clavari de la confraria del Sant Esperit dels cecs, a més de ser un membre destacat del seu gremi del que va arribar a ser cònsol. De fet, dies abans de l'enderrocament d'aquesta casa, es van reunir uns quants membres de la confraria dels corders, ja que el convent de Sant Agustí, lloc habitual de reunió, havia estat molt malmès. |                     |       |
| | Casa Tey            |       |
| Núm. 2 | carrer dels Ventres |       |
| És parcialment visible des de la part superior. |                     |       |
| D'igual forma que la casa Matas, la seva veïna casa Tey tenia façana a dos carrers: el dels Ventres i el dels Corders de Viola, amb unes dimensions similars. Tota la superfície de la finca està dins el jaciment, si bé només una part és visible des de la passarel·la superior. El seu darrer propietari va ser el carnisser Antoni Tey, que hi vivia amb la seva dona, dos fills i una filla. Com altres cases d'aquest carrer havia estat propietat d'un corder de viola, en Gabriel Mordenyach, cap el 1541. Després la propietat va passar al cotoner Tomàs Vinyals qui la va vendre el 1602 a l'escrivà i doctor en drets Pere Jaume Trullas. Aquest la va cedir en emfiteusi al traginer Bernat Llauraqui i, posteriorment va passar al seu fill Baltasar. La decadència de determinats oficis, com la dels corders, va propiciar que en alguns locals d'aquesta zona s'hi instal·lessin cases de joc o triquets. Aquest és el cas d'aquesta finca que tenia un espai per al joc de l'argolla a la segona meitat del segle xvii. Posteriorment va ser propietat del barreter Isidre Martí, del carnisser Antoni Porta, el velluter Ramon Xapelli i el torcedor de seda Lluís Pujades, abans de passar -el 1700- a mans del carnisser Jaume Tey pare d'Antoni Tey, que la va heretar i fou el darrer propietari. |                     |       |
| | Casa Corrales       |       |
| Núm. 3 i 4 | carrer dels Ventres |       |
| |                     |       |
| La cantonada dels carrers dels Corders de Viola i dels Ventres, en forma de "proa", com s'anomenava a l'època, era un punt de referència de la trama urbana, davant del «pont de la carnisseria» sobre el Rec Comtal. Les cases propietat de Josep Corrales se situaven sobre dues finques: la núm. 3, una peça allargada, situada més al nord i paral·lela a la casa Tey, i una de forma triangular d'una superfície menor, identificada amb el núm. 4. La primera estava llogada per tres famílies: Margarida Miquel i dos fills, el fuster Miquel Ricart amb dona i dos fills i el corder de viola Antoni Arolas amb la seva dona. Aquesta finca havia estat propietat, el 1602, del corder de viola Jaume Berenguer, després de la seva vídua Àngela Berenguer, d'Ambrós Rovira que la deixà a la seva filla Teresa qui, al seu cop la va vendre a Antoni Corrales el 1667. Aquest primer membre de la nissaga Corrales era cònsol de la confraria dels corders de viola i tenia altres activitats comercials com l'adquisició de sal d'Eivissa per a portar-la a Barcelona. Quan aquest mor el 1674 la seva vídua se'n fa càrrec i el 1682 va testar a favor del seu cunyat Damià Corrales. També hi havia un triquet, com a la casa Tey, que va quedar molt afectat pels bombardejos del 1697. Un jugador que feia trampes amb cartes marcades va ser denunciat pel seu contrincant davant els tribunals. Pel que fa a Damià Corrales, va continuar en actiu fins al 1703. El 1705 ja només hi consten al gremi de corders els seus fills Anton i Josep. Aquest últim, el corder de viola Josep Corrales, va ser el darrer propietari a partir de 1713, i consta que hi vivia a la casa de la cantonada amb la seva dona, la seva mare i dos fills. Després de l'enderrocament de les cases del Born, la família de Josep Corrales se'n va anar a viure a la zona de la parròquia de Sant Just i Pastor. |                     |       |

### Habitatges entre el carrer d'en Oliver i el dels Corders de Viola

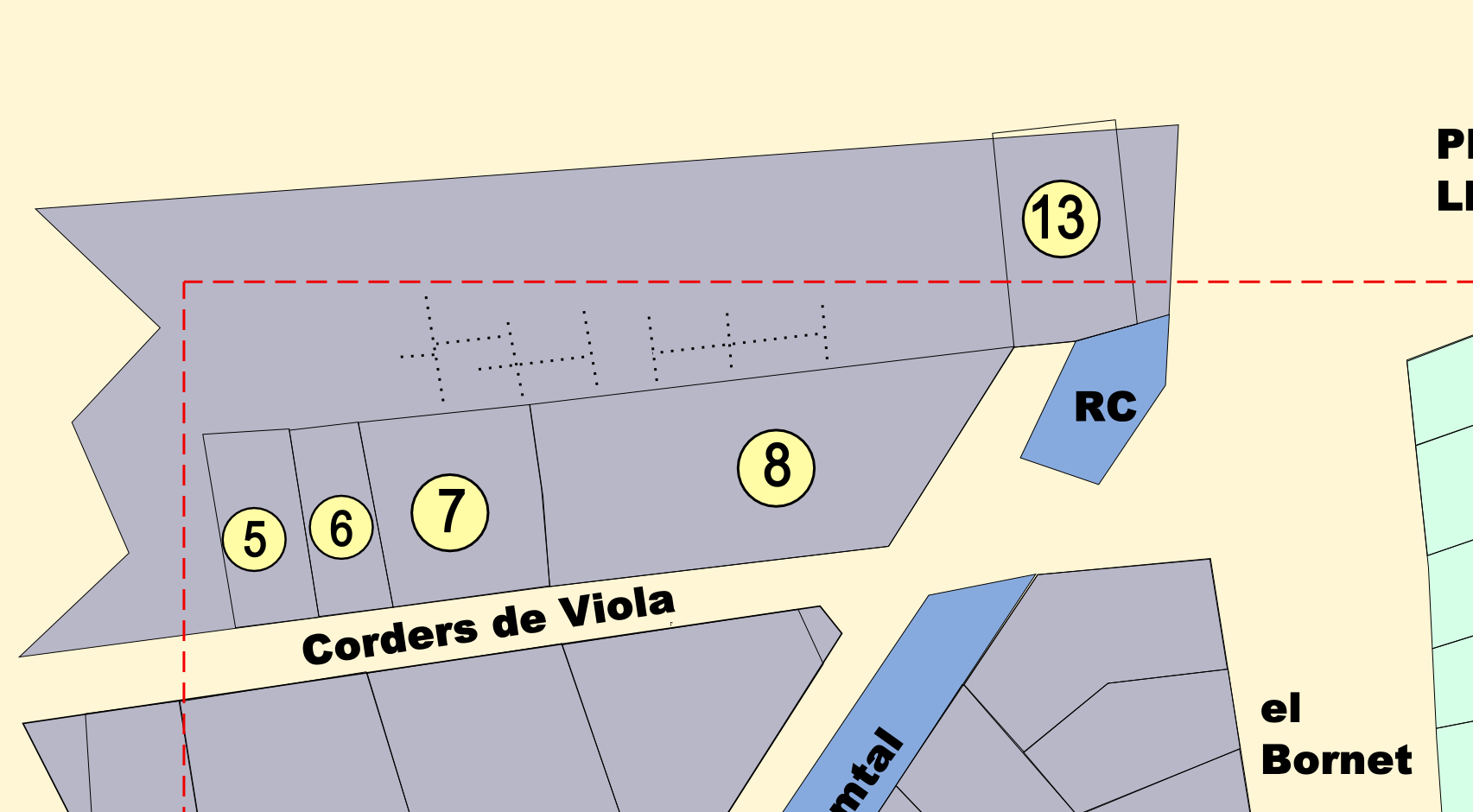
Mapa del jaciment del Born (1717) amb el detall de finques de l'illa 2 corresponent al barri industrial i menestral

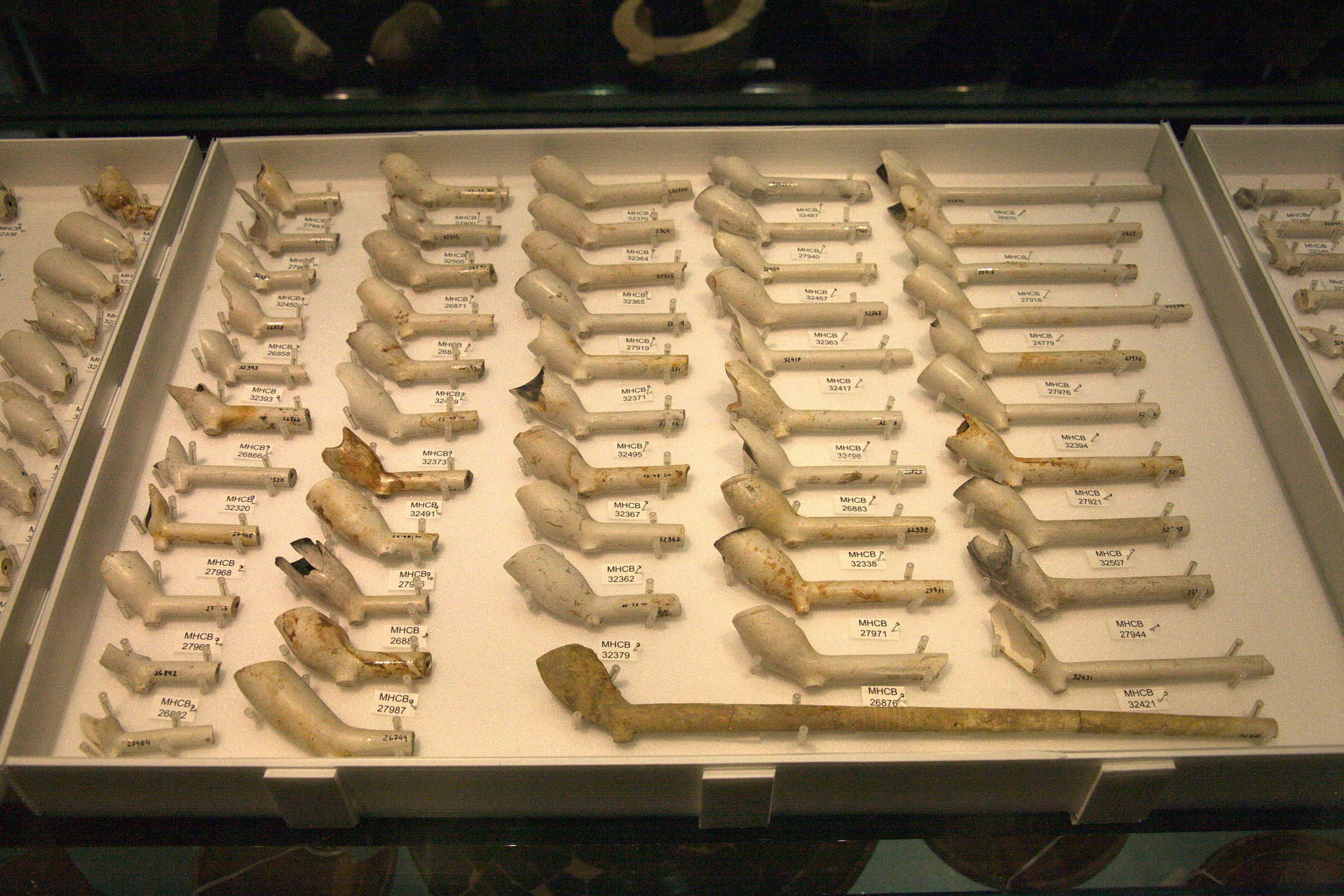
Pipes trobades al magatzem de l'Hostal de l'Alba

Aquest conjunt ubicat al nord del carrer dels Corders de Viola (també conegut com a Na Rodés) és només una part de l'illa que donava també al carrer d'en Oliver, fora dels límits del jaciment. L'edifici més destacat i gran era l'Hostal de l'Alba un lloc de pas situat en un punt estratègic davant del pont sobre el Rec Comtal i davant de la casa Santmartí (n.14) que es dedicava al lloguer de mules. A la planta baixa hi havia una part que es feia servir com a magatzem de l'adroguer Duran (n.17). En aquest punt es van localitzar una gran quantitat de pipes de caolí.
| Imatge | Dades                                                         | Dades |
| --- | ------------------------------------------------------------- | ----- |
| | Casa Gericó                                                   |       |
| Núm. 5 | carrer dels Corders de Viola                                  |       |
| No és visible des de la part superior. |                                                               |       |
| La casa estava situada al costat de llevant del carrer Corders de Viola. Era un habitatge molt petit propietat del corder de viola Felip Gericó. Anteriorment, el 1681, la casa era propietat del vicari perpetu de Santa Maria del Mar. |                                                               |       |
| | Casa Casanovas                                                |       |
| Núm. 6 | carrer dels Corders de Viola                                  |       |
| És parcialment visible des de la part superior. |                                                               |       |
| La casa estava situada al costat de llevant del carrer Corders de Viola, al sud de la casa Gericó. Es tracta d'un altre habitatge molt petit propietat el 1716 de Cecília Casanovas, dona d'un serraller. Hi vivia el matrimoni, i el fadrí, el forner Joan Causa, la seva dona i quatre fills, probablement desplaçats per la destrucció de la zona llevant del barri. Anteriorment, el 1681, la casa va ser cedida en emfiteusi a l'hortolà Onofre Casanovas per part de l'executor del testament del mariner Josep Major. |                                                               |       |
| | Casa Oller                                                    |       |
| Núm. 7 | carrer dels Corders de Viola                                  |       |
| És parcialment visible des de la part superior. |                                                               |       |
| Aquesta casa, d'unes dimensions superiors a les dues anteriors, era propietat el 1716 del fuster Ramon Oller qui vivia amb la seva dona, la seva mare i un fill. Oller hi consta afiliat al gremi de fusters entre 1710 i 1724. L'anterior propietari documentat el 1681 va ser el doctor en drets Francesc Massana. |                                                               |       |
| | Hostal de l'Alba                                              |       |
| Núm. 8 | carrer dels Corders de Viola, davant del pont del Rec Comtal. |       |
| No és visible des de la part superior. |                                                               |       |
| Es tracta de la finca més gran de l'illa que figura al cadastre amb unes dimensions de vuit canes d'amplada per quinze de llargada. Era propietat de Josep Duran, l'adroguer de casa Duran (n.17), qui la tenia llogada des del març de 1715 a l'hostaler Maurici Bernardí. Aquest va morir el 1716, pocs mesos abans de l'enderrocament de l'hostal que va seguir gestionat per la seva vídua, Maria Bernardí, que vivia amb un fill, dues criades i un fadrí. El local havia estat la «carnisseria d'en Lastis» entre 1465 i fins 1550. El pont sobre el Rec Comtal que hi havia davant seu devia el sobrenom de «pont de la carnisseria» des d'aquesta època. Posteriorment, consta com a propietat de la família d'adroguers Duran a l'inventari post mortem de Pau Duran l'any 1607. En aquesta data s'anomenava «Hostal de Sant Jaume», nom que va conservar fins al 1654 en què ho canvia a «Hostal de l'Alba». Per un inventari d'aquesta data es coneix que la planta baixa estava dedicada a estable i magatzem de l'adrogueria dels Duran al Bornet, al primer pis hi havia dues sales, la cuina, menjador i cinc cambres. A mitja altura de la planta baixa hi havia una cambra en un «sostret», una mena d'altell per aprofitar l'alçaria de la planta baixa. A la segona planta hi havia el galliner i la porxada o espai per assecar. El 1667 l'hostaler era Pere Antoni Casas, cunyat del ferrer Francesc Xivixell de la casa del mateix nom, a tocar de l'hostal. |                                                               |       |
| | Casa Xivixell                                                 |       |
| Núm. 13 | carrer de Ventres                                             |       |
| No és visible des de la part superior. La imatge mostra l'única paret que està dins el jaciment amb la porta d'accés i una mènsula del pont particular sobre el Rec Comtal. |                                                               |       |
| Estava situada al final del carrer Ventres en un cul de sac que formava entre la part llevant del pont de la carnisseria i l'hostal de l'Alba. El propietari l'any 1716 era el ferrer Pere Joan Xivixell que vivia amb uns germans, un aprenent i cinc fadrins. La casa feia vuit per nou canes de superfície, si bé només una petita part es troba dins el jaciment. La finca tenia també façana al carrer de n'Oliver (fora del jaciment) i accés pel Pla d'en Llull mitjançant un pont sobre el Rec Comtal. La documentació de 1603 la situa a nom del pagès terrassenc Pere Palet i, posteriorment, a nom de la seva vídua Joana. Aquesta havia estat casada anteriorment amb el ferrer Joan Armant i, per mantenir l'activitat professional del seu marit, Joana Palet va cedir la propietat en usdefruit, fins a la majoria d'edat dels seus fills, al ferrer i veterinari Esteve Manalt. A finals del segle xvii va passar a mans del ferrer Francesc Xivixell, fill d'un pagès de Ripoll amb dos fills: Pere Joan, que feia de procurador del seu pare, venia teles i va ser el darrer propietari de la casa, i el seu germà Francesc que, el 1714, feia de ferrer. Com d'altres veïns, després de l'enderrocament de casa seva es van traslladar al barri de Sant Just i Pastor. |                                                               |       |

### Habitatges entre el Rec Comtal, el Pla del Bornet i el carrer de Gensana

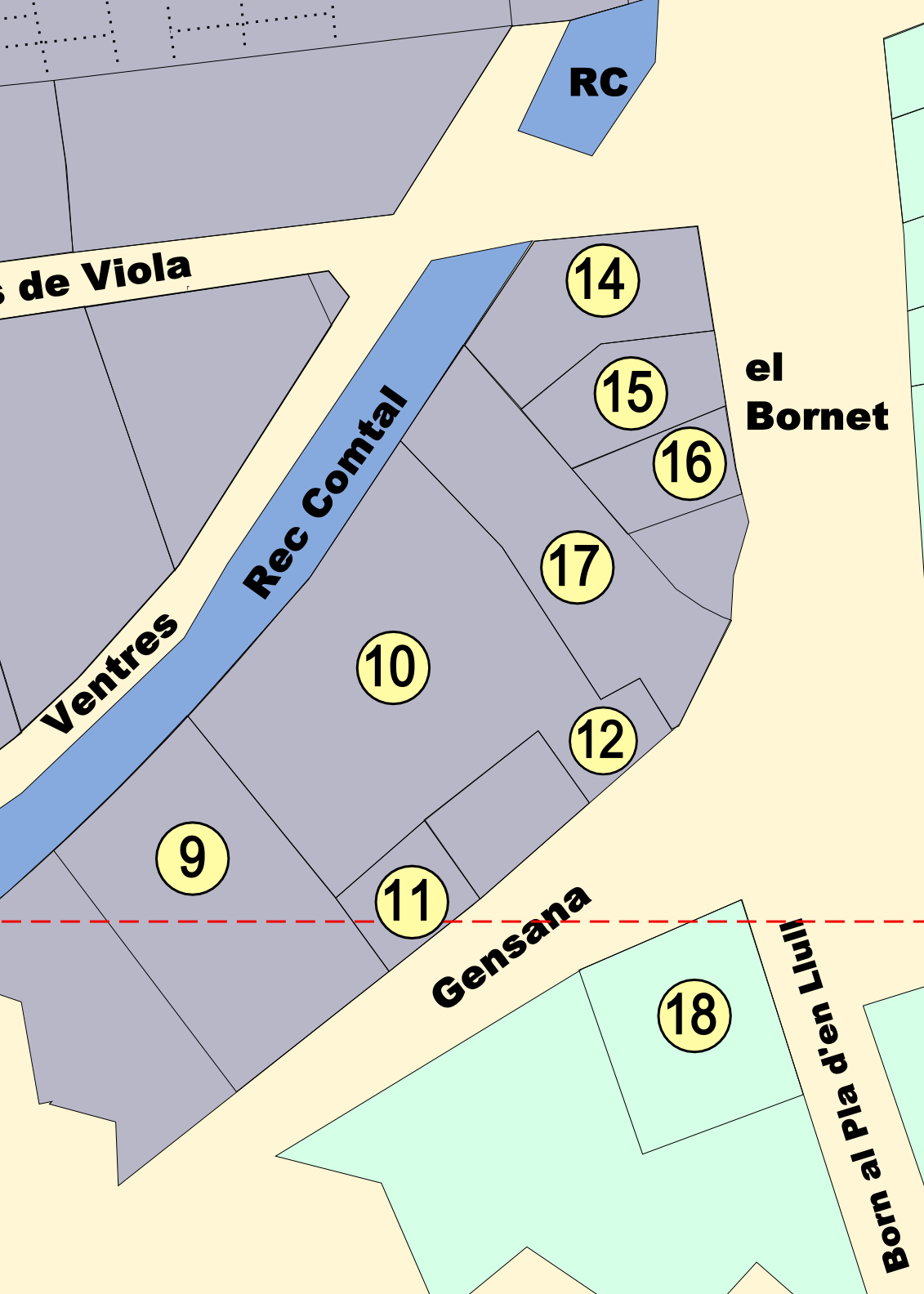
Mapa del jaciment del Born (1717) amb el detall de finques de l'illa 3 corresponent al barri industrial i menestral. La línia vermella delimita l'espai visible del jaciment.

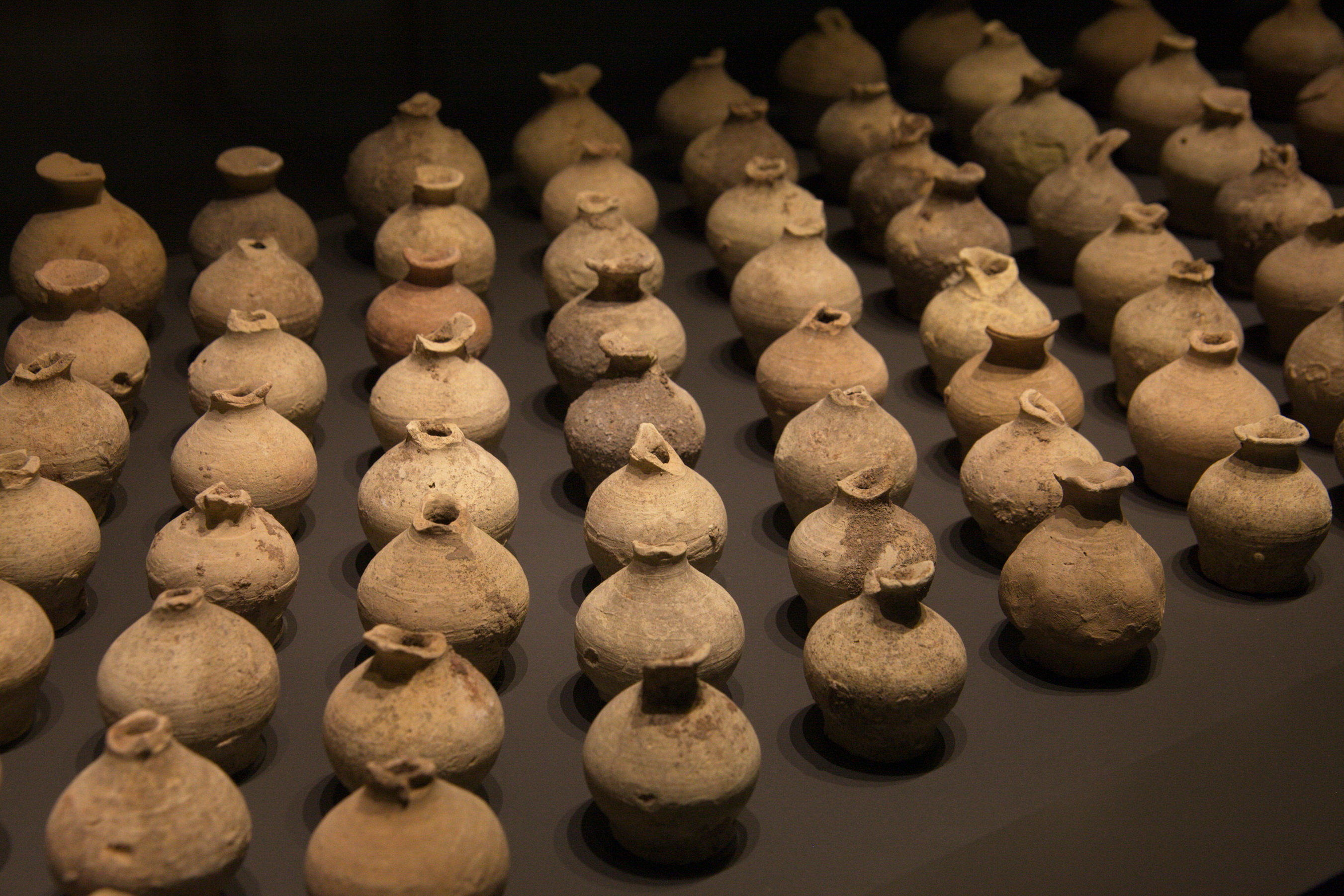
Pots de l'adrogueria Duran

Aquesta illa ubicada entre el Rec Comtal al nord, el carrer de Gensana al sud, el Pla del Bornet i el pont de la Carnisseria, sobre el rec. Té algunes finques importants com la del baró de Sant Vicenç o la de l'adroguer Duran. Era una zona situada a un nivell baix, amb problemes habituals d'inundacions per desbordament del Rec Comtal, la qual cosa requereix sistemes més complexos de desguas al clavegueram com es pot observar a la casa Duran (núm. 17).
| Imatge | Dades                                              | Dades |
| --- | -------------------------------------------------- | ----- |
| | Casa Albardaner                                    |       |
| Núm. 9 | carrer de Gensana                                  |       |
| No és visible des de la part superior. La imatge és una vista del carrer Gensana |                                                    |       |
| La casa estava situada al carrer Gensana i donava al Rec Comtal. Era un habitatge mitjà, d'una sola crugia, amb dues estances per planta, on vivia el semoler Jeroni Albardaner, amb la seva dona, un nen i una criada. La casa havia format part de la finca del costat (n.10-11) des de començaments del segle xvi quan va pertànyer a la família Rovira, posteriorment a la família Cardona, i durant el segle xvii passà a mans dels Ivorra, barons de Sant Vicenç dels Horts. Aquest van segregar aquesta finca per vendre-la a Margarida Mateu qui la va vendre a Jeroni Albardaner el març de 1714, en ple setge. |                                                    |       |
| | Casa del baró de Sant Vicenç dels Horts            |       |
| Núm. 10, 11 i 12 | carrer de Gensana                                  |       |
| És visible parcialment des de la part superior. |                                                    |       |
| És una propietat formada per tres finques, segons el cens de 1716. Eren propietat dels Ivorra, baró de Sant Vicenç dels Horts, si bé ocupada per diferents llogaters. La casa més gran (n.10) l'ocupaven el calderer Josep Faura amb la seva dona, un fill i un aprenent; el sastre Josep Ramon amb la seva dona i la seva mare; dos llogaters de mules, en Josep Nanot i Joan Gaspar amb les seves famílies; i la vídua Anna Maria Masbernat amb tres fills. A les altres finques s'ubicaven dues botigues a la planta baixa i habitatge als pisos superiors, ocupades pel calderer Domènec Vidiellas, amb la seva dona, dos nens i un fadrí; el ferrer Ramon Vernis, amb dona i un fadrí i la de l'assaonador Ramon Neves i la seva dona. Anteriorment la casa havia estat propietat de Pere Climent Rovira (1468), el ciutadà honrat Galceran Rovira (1516), el seu fill Galceran Rovira Despuig (1565), amb bona situació econòmica a jutjar pel seu testament. La seva filla Francesca es va casar amb Francesc de Cardona que va morir el 1598. Va passar a mans de la seva filla Isabel de Cardona a partir de 1610. Isabel tenia bones relacions amb la noblesa i el clergat, i en aquesta casa es van guardar el 1637 els béns del cardenal Gaspar de Borja y Velasco que aquest va portar al seu segon viatge a Barcelona. Anna Cardona canvia de casa i la posà en lloguer el 1640 a la «companyia d'arrendadors del dret de portar neu i glaç a Barcelona», és a dir, aquesta va ser la primera «casa de la neu». Quan Anna fa testament compta com a marmessors amb familiars directes i amb el governador Josep Margarit i de Biure i deixava hereva a la seva germana. A la seva mort el 1651 la finca acaba heretada per la seva neboda Caterina de Calbà casada amb Dalmau d'Ivorra, baró de Sant Vicens dels Horts. La concessió com a casa de la neu va acabar l'any 1696 en què va passar a la casa del carrer Bonaire (n.46). |                                                    |       |
| | Casa Santmartí                                     |       |
| Núm. 14 | Pla del Bornet i pont de la Carnisseria            |       |
| Està parcialment coberta per una passarel·la. |                                                    |       |
| La casa estava situada en un punt privilegiat entre el carrer de Ventres, el pont sobre el Rec Comtal i el pla del Bornet per on tenia l'accés. El 1716 era propietat de Pere Santmartí, llogater de mules. A la casa hi vivia la seva dona, dos fills i un mosso. Documentada des del segle xv quan pertanyia a Pere Ramon Busquets qui la va vendre a Rafael Cendra el 1454. La seva família el mantindrà fins a 1673, quan hi consta en mans de boter Jaume Guimerà. A la mort d'aquest passà al també boter Pere Joan qui ho ven al llogater de mules Pere Santmartí. En tot aquest temps va canviar diverses vegades la seva porta d'accés entre el costat del Rec Comtal i la zona del pla del Bornet. |                                                    |       |
| | Casa Martorell                                     |       |
| Núm. 15 | Pla del Bornet                                     |       |
| |                                                    |       |
| Aquesta casa de reduïdes dimensions - quatre canes d'amplada per vuit de fons- estava situada amb façana al Pla del Bornet, a la part central de l'actual espai visible d'aquesta plaça. El 1716 era propietat del corder de viola Ramon Martorell qui la tenia llogada a tres famílies: Pere Antoni Ros amb la seva dona i quatre fills, el pastor Josep Cardó i la seva dona, i el corder de viola Josep Surís amb la seva dona. |                                                    |       |
| | Casa Riera                                         |       |
| Núm. 16 | Pla del Bornet                                     |       |
| |                                                    |       |
| Era una finca petita de quatre canes d'ample per set i mitja de fons amb façana al Pla del Bornet. En el moment de l'enderrocament era propietat del seller Magí Riera qui vivia amb la seva dona, un nen, un fadrí i una criada. També va haver d'allotjar forçadament algun oficial de les tropes vencedores. A finals del segle xv consta documentada a nom del barber Esteve i el 1516 a nom del sabater Antoni Casalins. Al llarg del segle xvi hi consten vivint altres sabaters i el 1622 hi vivia el negociant i corredor d'orella Pau Puig, qui la va cedir en emfiteusi uns anys més tard al baster Pons Bassols qui tenia botiga a la planta baixa, magatzem i dormitori al primer pis, i una habitació i un porxo al segon pis. D'aquest va passar a mans del seu fill Francesc Bassols el 1702, i posteriorment al sabater Francesc Comes i al darrer propietari, Magí Riera, el 1704. |                                                    |       |
| | Casa Duran                                         |       |
| Núm. 17 | Gensana                                            |       |
| La porta d'entrada al carrer Gensana no és visibles des de la part superior |                                                    |       |
| Es tracta d'una finca allargassada de sis per catorze canes, que tenia la façana principal al carrer Gensana, molt a prop de la cruïlla de Born i pla del Bornet, és a dir, en una cruïlla important des del punt de vista comercial. Per l'altre costat, tenia façana sense sortida al Rec Comtal. La finca havia estat propietat del corder de cànem Joan Mascort, i des de 1591 era propietat de la família d'adroguers Duran, tot i que el nom del darrer ocupant era Francesc Pla, nebot polític del propietari, en Josep Duran i Mora. Pla vivia amb dos fadrins, un aprenent i un botiguer. Pau Duran va ser el primer de la nissaga a instal·lar-se en aquesta finca. Era conegut per la qualitat dels seus destil·lats i pels productes de drogueria provinents d'Alexandria, Venècia i Portugal. Era cònsol del col·legi d'adroguers i confiters, i al seu comerç es realitzaven les proves de mestria del sector. Va arribar a acumular un important patrimoni i era propietari de la finca de l'Hostal de l'Alba (n. 8). Va morir el 1607 i el va substituir el seu fill, casat des de 1600 amb Jerònima Riera filla d'un pagès de Sant Martí de Provençals. Antoni va morir el 1634 i la propietat va passar al seu fill Antoni Pau Duran, nascut el 1612. Va ser una persona important de la comunitat i va tenir un càrrec a la Casa de la Seca, un fet que probablement el va mantenir allunyat de la responsabilitat directa de l'adrogueria després de 1650, ja que el 1656 va morir a la casa en Jaume Vendrell un adroguer instal·lat en aquesta adreça i que probablement era soci de Duran. Antoni Pau Duran va ser nomenat cònsol del gremi l'any 1669 i, com el seu avi, va organitzar exàmens de mestria a la finca. L'adroguer surt esmentat en diversos plets reclamant a deutors, fins i tot contra personatges poderosos com el doctor en drets Salvador Feliu de la Penya. Va morir el 22 d'agost de 1678 i pel seu inventari post mortem es coneix que la planta baixa contenia el comerç amb taulell al carrer Gensana i la resta de la planta baixa dedicada a taller i celobert. A la primera planta hi havia àrees d'emmagatzemament de mercaderies i a la segona planta hi havia les estances privades. La descripció també permet conèixer la creixent demanda de tabac que porta a una especialització del taller dels Duran amb la instal·lació de molins per a les fulles de tabac, uns estris que posteriorment van ser traslladats a altres dependències fora del barri. |                                                    |       |
| | Casa de la confraria dels corders del cànem        |       |
| Núm. 18 | carrer Qui va del Born al Pla d'en Llull - Gensana |       |
| Es troba fora dels límits del jaciment. A la intervenció arqueològica de l'any 1991 a la plaça Comercial es va documentar un tram de 94 m2 |                                                    |       |
| Aquest edifici de nou per sis canes de superfície, fora del jaciment, era propietat de la confraria dels corders de cànem des de 1641. Comptava amb una sala per les seves reunions a la planta primera, i la resta de l'edifici estava llogat a l'apotecari Benet Mollar que hi vivia amb la seva dona, la mare i un nen. Anteriorment, havia estat llogada a l'adroguer Pere Margarit (1641), l'apotecari Josep Mollar (1651). El 1716 constaven censats Joan Rodamilans, Magdalena Peres i un clergue beneficiat de la catedral, probablement gent acollida després del 1714. |                                                    |       |

### Habitatges entre el Pla del Bornet, el Pla d'en Llull, el carrer de Xucles i el del Joc de Pilota

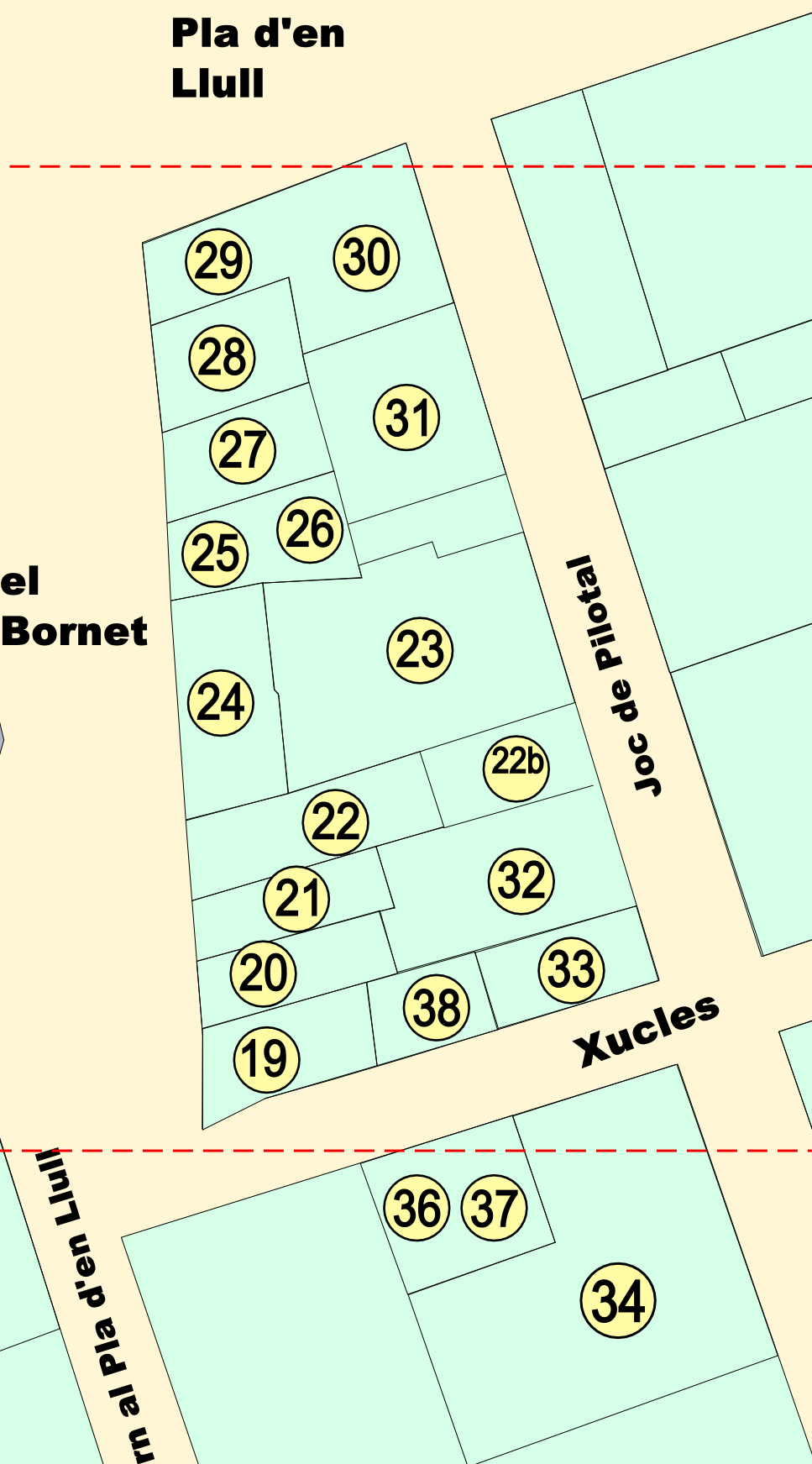

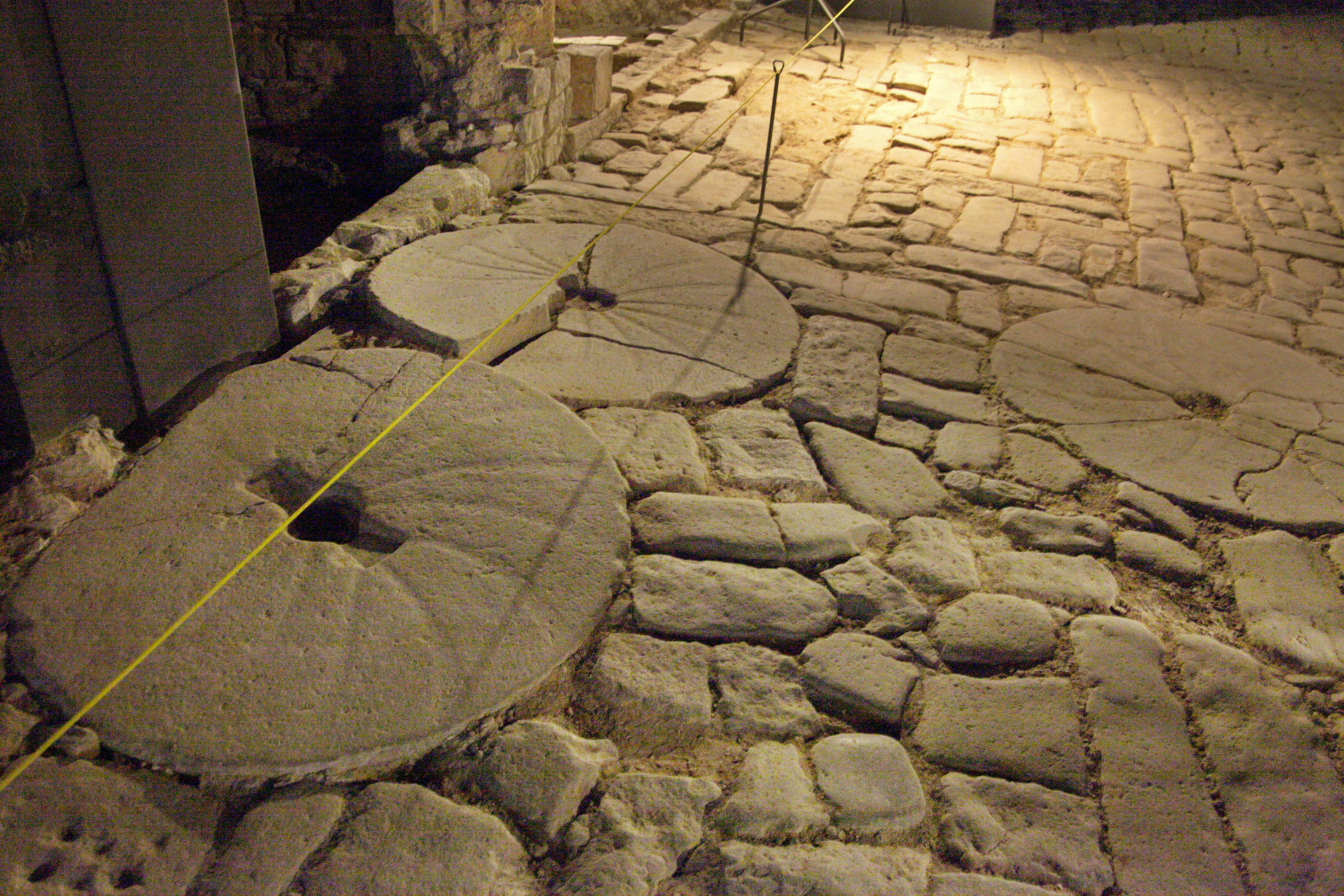
Material reciclat en la pavimentació del Bornet, davant la casa Poal

Es tracta d'una illa urbana amb un nombre important de cases orientades al Pla del Bornet. El 1363 aquesta fragmentació no era tan gran, ja que les finques de ponent -número 19, 20, 21, 22, 23, 32, 33 i 38- formaven una gran casa propietat de Galceran Carbó que donava a tres carrers i que al llarg dels anys es va anar dividint.
Destaca a la part central de l'illa la casa Colomer (núm. 23-24), una gran finca de dues parcel·les amb façana a dos carrers, que allotjava una taverna de grans dimensions a la part central de l'illa.
| Imatge | Dades                                           | Dades |
| --- | ----------------------------------------------- | ----- |
| | Casa Hereu                                      |       |
| Núm. 19 | Pla del Bornet i Xucles                         |       |
| No és visible des de la part superior. |                                                 |       |
| Estava situada a la cantonada del carrer Xucles i Pla del Bornet i mesurava quatre canes i mitja per set. El seu darrer propietari va ser el cirurgià Mateu Hereu, que hi vivia amb la seva dona, dos fadrins, un aprenent i una criada. Mateu era fill de Jeroni Hereu, un paraire de Ponts, i estava casat amb Anna Maria Vilalta, filla d'un cotoner. Mateu Hereu teniu plaça de mestre cirurgià aconseguida al concurs anual de 1682. En aquella època vivia de lloguer en una casa de l'adroguer Cristòfol Llopis al Pla del Bornet, just davant d'aquesta finca. L'any 1698, el seu fill, Mateu Hereu i Vilalta es va examinar com a mestre cirurgià i des de l'any següent ja hi assistia amb el seu pare al consell del col·legi de cirurgians. Es va casar amb Isabel Ferran, filla del corder de viola Francesc Ferran i es van instal·lar amb els pares Mateu. En Mateu pare va ser nomenat cònsol del col·legi de cirurgians el 1700 i el 1703, i el 1704 es va fer servir casa seva com a lloc de reunió de sessions del col·legi. A finals del segle xvii la casa havia estat propietat del baster Francesc Bassols, qui va ser conseller cap al 1700. El 1696 la va llogar al cirurgià Carles Arnau, i tan sols quatre anys més tard la va vendre al també cirurgià Mateu Hereu. Aquest va tenir plets amb l'inquilí Carles Arnau i va haver de dirimir el seu desnonament a través del veguer. Després del setge a la casa s'hi va instal·lar tres soldats borbònics, i va ser enderrocada el 1716. Es conserva una latrina en molt bon estat. |                                                 |       |
| | Casa Frasquet                                   |       |
| Núm. 20 | Pla del Bornet                                  |       |
| No és visible des de la part superior. |                                                 |       |
| Es tractava d'una casa estreta, de tan sols tres canes d'ampla per deu de fondària, ubicada al costat est de la casa Hereu. Era propietat del calderer Joan Frasquet, nascut a Vilafranca del Penedès, qui l'havia adquirit pels volts de 1710. A la casa hi vivia de lloguer el també calderer Magí Dancí amb la seva dona, cinc fills i un aprenent. Juntament amb la contigua casa Poal compartien una terrassa a la part posterior que feia les funcions de pati interior d'illa i que estava sobre la casa Trotxo amb façana al carrer Xucles. A començaments del segle xvi, quan la finca formava una unitat amb la casa Poal, va ser propietat de l'especier Antoni Romaguera. Posteriorment va passar a mans de Caterina Huguet i, el 1646, hi vivia l'adroguer Antoni Vidal i la seva esposa Anna, els quals la van cedir en emfiteusi al calderer Joan Valldossera. A la mort d'aquest, el va continuar el seu fill Bartomeu que va morir el 1684. L'encant dels seus béns van ser comprats principalment pel calderer Josep Poal, que vivia com a llogater en aquesta casa. La seva germana, Jerònima Valldossera, va heretar la casa, i el llogater Josep Poal va marxar el 1694 quan va comprar la casa contigua. L'any 1701, Jerònima la va llogar a Bonaventura Alberni, d'una nissaga de calderers originaris de Solsona. Alberni havia tingut molts problemes econòmics que el van obligar a hipotecar casa seva al carrer Gensana, una propietat que havia rebut del seu pare. Quan es va instal·lar aquí els deutes van continuar creixent fins a arribar a una concòrdia amb els seus creditors el 1712. Va morir el 1724. |                                                 |       |
| | Casa Poal                                       |       |
| Núm. 21 | Pla del Bornet                                  |       |
| No és visible des de la part superior. |                                                 |       |
| Ubicada a llevant de la casa Frasquet amb la que havia format una unitat, era com ella una casa estreta de tan sols tres canes d'ampla per deu de fondària. Era propietat del calderer Josep Poal, antic llogater de la casa veïna des d'on s'havia traslladat el 1694. Hi vivia amb la seva dona, tres fills i un nen. Quan la finca formava una unitat amb la casa Frasquet, el 1516, va ser propietat de l'especier Antoni Romaguera; van passar després a l'adroguer Antoni Vidal i la seva esposa Anna, que les van segregar i van cedir aquesta finca al calderer Jaume Fort. El seu fill, Josep Fort, que vivia a Tarragona, la va llogar el 1676 al calderer Francesc Valls. Finalment, el 26 d'octubre de 1694, li va vendre per tres-centes cinquanta lliures a Josep Poal quan aquest va haver de marxar de la casa veïna on s'hi estava a de lloguer. Josep Poal es va trobar que es mantenia com a llogatera la vídua de Francesc Valls a qui va instar a marxar mitjançant el veguer, però no seria fins 1696 que va aconseguir un domus evacuandi i va poder ocupar plenament el seu habitatge. Poal va fer obres de manteniment a l'edifici l'any 1697, entre elles la millora del paviment exterior, on avui es poden observar unes rodes de molí re-aprofitades. |                                                 |       |
| | Casa Carrer                                     |       |
| Núm. 22 i 22b | Pla del Bornet                                  |       |
| |                                                 |       |
| Com les cases Poal i Frasquet, la finca amb façana al Pla del Bornet (núm. 22) tenia unes dimensions de tres canes d'ampla per deu de fondària, i com elles, havia format part, al segle xiv, d'una gran finca propietat de Galceran Carbó. El 1716 era propietat de Maria Àngela Carrer, vídua del baster Salvi Carrer des de 1707, que hi vivien amb dos nens, un fadrí, un aprenent i una criada. La casa era compartida pel llogater Josep Font i la seva dona. Salvi Carrer va ser una figura destacada dins la confraria de llogaters de mules i va formar part, el 1706, d'una companyia creada per negociar en diferents àmbits econòmics i de la que en formaven part el candeler Joan Baptiste Ballester, el seller Pere Fàbregas, el baster Segimon Puigdollers i Eulàlia Modolell, vídua del cirurgià Roc Butinyà. El 1644 la casa era propietat de Caterina Campins, vídua del sabater Serapi Campins. La va vendre al corder Jaume Balaguer, qui va morir poc després, el 1647. Va continuar el seu fill Jeroni qui va morir el 1651. De l'inventari post mortem es pot saber que la botiga tenia la configuració típica de doble alçada amb un altell que feia de pseudo-magatzem i que la casa comptava amb dos pisos més. En aquest període, la propietat estava relacionada amb la finca 22b situada just darrera seu amb façana al carrer Joc de Pilota, on hi va viure de lloguer l'antiga propietària, Caterina Campins. El 1669 les dues propietats se separen, i la casa núm. 22 amb façana al Pla del Bornet va passar dels Balaguer a mans del baster Miquel Planella. Aquest tenia un fill també anomenat Miquel, d'ofici llibreter. Quan el baster va morir el 1678, la seva vídua Maria Àngela es va casar de seguida amb el pagès d'Olot i baster, Salvi Carrer. El fill llibreter va reclamar a la seva mare que el fet de casar-se tant ràpidament la deixava sense el dret d'usdefruit de l'habitatge. A més, el nou marit, Salvi Carrer, havia fet una continuació tàcita del negoci del seu pare, mentre que a ell com a hereu li "anava malament" el seu negoci. La part independent que donava al carrer Joc de Pilota (núm. 22b) va passar el 1669 a mans de Josep Santromà, cedida en emfiteusi per Pere Pau Balaguer. L'any 1671, en Pere Pau va perdre un plet davant el veguer en favor de Jaume Umbert, i es va veure obligat a cedir-li a aquest el cobrament del cens directament de Santromà, convertint-lo en senyor mitjà. El 1691 la casa va quedar totalment destruïda a causa dels bombardejos de l'atac francès a Barcelona. La vídua de Santromà, sense capacitat per reedificar-la va voler tornar el solar al senyor mitjà que era la vídua de Jaume Umbert, Isabel i el seu segon marit, en Joan Llorens. Aquests no acceptaren i el veguer va decidir una indemnització a pagar al matrimoni Llorens per part de qui comprés la pedra. Va continuar en mans dels Llorens, concretament de Joan Pau Llorens, fill de Joan i soci en una companyia amb l'adroguer Josep Duran i Mora (del núm.17). Els darrers anys va tenir una edificació només com a botiga sense pisos quan va passar a ser propietat de Ramon Dardenyà, el veí de la finca adjacent. |                                                 |       |
| | Casa Colomer                                    |       |
| Núm. 23-24 | Pla del Bornet i carrer del Joc de Pilota       |       |
| |                                                 |       |
| . |                                                 |       |
| | Casa Sans                                       |       |
| Núm. 25-26 | Pla del Bornet                                  |       |
| |                                                 |       |
| Aquesta casa era propietat del corder Josep Sans, qui hi vivia amb la seva dona a la planta baixa. El pis superior, amb accés independent des d'una escala de cargol a la façana, estava llogat al també corder Andreu Pera amb la seva dona i un nen. Era una casa força estreta, com les seves veïnes, però de catorze canes de fondària a la planta baixa, la qual cosa la feia arribar fins al carrer del Joc de Pilota. Per contra, el pis superior només era la meitat que donava al pla del Bornet i la part amb façana al Joc de Pilota pertanyia a la finca dels Colomer (n.32-24). Aquesta connexió s'havia produït el 1663 quan l'anterior propietari, en Lluís Llor, va llogar aquesta part al taverner Gabriel Colomer. |                                                 |       |
| | Casa Angerolas                                  |       |
| Núm. 27 | Pla del Bornet                                  |       |
| |                                                 |       |
| Era una finca de reduïdes dimensions -tres canes i mitja d'amplada per cinc i mitja de fons que el 1716 era propietat del baster Pau Angerolas, que hi vivia amb la seva dona, un fill i un criat. Destaca la seva escala de cargol situada a la façana, un fet que denota la independència d'habitatge del pis superior. |                                                 |       |
| | Casa Casals                                     |       |
| Núm. 28 | Pla del Bornet                                  |       |
| No és visible des de la part superior. |                                                 |       |
| Similar en dimensions a la casa veïna, la casa Angerolas, era propietat del matalasser Pere Casals que hi vivia amb la seva dona, quatre fills i una filla. Pel seu baix valor d'indemnització, estimat en dues-centes deu lliures, cal deduir que es trobava en molt mal estat en la data del seu enderrocament. |                                                 |       |
| | Casa Recordà                                    |       |
| Núm. 29-30 | Pla del Bornet - Joc de Pilota - Pla d'en Llull |       |
| No és visible des de la part superior. Només es conserva el costat del carrer de Joc de Pilota |                                                 |       |
| El 1716 era la casa de Marianna Recordà, vídua del ferrer Antoni Recordà. Es tracta d'una propietat amb façana a tres carrers de set canes i mitja per set canes i mitja que era la fusió de dues finques que estaven llogades a dues famílies: Francesca Martí, vídua, amb les seves filles; i, a l'altre, el negociant Nicolàs Milart, la seva dona, la seva mare i tres nebots. Anteriorment havia estat propietat del calderer Bernat Cabanyes, qui, el 1603, tenia clients a Vic, Caldes de Montbui, Hostalric o Cardedeu. El va succeí el seu fill Francesc i el 1656 va passar a l'agricultor Joan Albareda qui la va cedir en emfiteusi al ferrer Josep Manalt, que va tenir problemes per pagar el cens anual i el 1662 cau malalt i va fer testament de diners, joies i "una habitació de la casa" a favor de la seva dona Isabel, mentre que la resta de la finca la llegava a la seva filla casada amb Antoni Recordà, un ferrer que va continuar l'activitat del seu sogre. A la façana del Pla d'en Llull tenia el banc de treball i una pica per a ferrar els cavalls. A partir de 1680, va llogar una part de la casa al també ferrer Francesc Xivixell amb el que estableix una mena de societat per assegurar l'atenció de la feina que tenia una gran activitat amb l'exèrcit. El mateix any de 1680 va fer testament a favor de la seva dona Marianna i va determinar ser enterrat a la catedral de Barcelona. |                                                 |       |
| | Casa Camins                                     |       |
| Núm. 31 | Joc de Pilota                                   |       |
| És visible parcialment des de la part superior. |                                                 |       |
| Situada entre la casa Recordà i la gran taverna dels Colomer, es tracta d'una finca de forma quadrangular de set canes de façana per sis i mitja de fondària. Era propietat del llogater de mules Manuel Camins qui hi vivia amb la seva dona, dos fills i una filla, dos nens i dos fadrins. Camins l'havia comprada el 1712 per quatre-centes lliures. El 1662 la casa tenia dos portals i era propietat de Jaume Isern (1596-1670), d'una nissaga de propietaris molt distingits de Vilassar de Mar i austriacistes declarats. Va passar al seu nebot i hereu Pere d'Isern (1628-1701) que, a més de les propietats de Sant Genís de Vilassar, tenia residència al carrer Gran de la Ribera cantonada al carrer de Roldor, al quarter de mar, molt a prop d'aquesta finca. Pere no va tenir descendència masculina i la casa va passar a la seva filla Maria d'Isern i Rafart (1655-1726). La filla d'aquesta era Maria Coll i d'Isern (1683-1753), casada amb Salvador Feliu de la Penya, participant actiu en la defensa de Barcelona. Feliu de la Penya va intervenir en nom de la seva sogra en la venda de la casa a qui havia estat de lloguer els darrers anys, en Manuel Camins. |                                                 |       |
| | Casa Dardenyà                                   |       |
| Núm. 32 | Joc de Pilota                                   |       |
| És visible parcialment des de la part superior. |                                                 |       |
| La finca que donava al carrer Joc de Pilota (núm. 32 al plànol) era, com la del seu costat de ponent (núm. 22b) descrita a la fitxa anterior, propietat de Ramon Dardenyà el 1716 quan va ser enderrocada. En aquell moment vivien dues famílies de carnissers, Francesc Roig i Pere Joan Roig. Des del segle xiv aquesta finca havia estat unida o separada en diverses ocasions amb la finca núm. 22b. El 1516 vivia l'hostaler Joan Farigola, el 1584 Elisabeth Gassa, vídua del corder Jaume Gassa, i posteriorment va viure un altre hostaler, Joan Roca. A finals del segle xvi hi va viure el cirurgia Segimon Roca qui la va vendre a Mateu Donadeu, un taverner que tenia vinyes a Mas Rexach de Santa Engràcia de Montcada, un indret pel qual pagava un cens a Can Cuyàs. També era propietari d'una barraca a la marina, un indret extramurs estratègic per a un taverner, ja que estava a prop de mariners i mestres d'aixa, sense haver de pagar els impostos d'entrada a la ciutat. Mateu Donadeu va morir el 1612 i, tot i que va heretar el seu fill menor d'edat, aquest va morir al poc i el 1644 consta com a propietària la vídua de Mateu qui ho va llegar a la seva filla Maria, casada amb Guillem Mandillo, futur propietari a partir de 1646. D'aquest va passar a mans de les germanes Maria i Eulàlia Bosch que van llogar la casa i la taverna de la planta baixa a Guillem Vaquer per seixanta-quatre lliure anuals. El 1686, Eulàlia Bosch la va cedir en emfiteusi al mestre de cases Domènec Vallescà. |                                                 |       |
| | Casa Carbonell                                  |       |
| Núm. 33 | Joc de Pilota i Xucles                          |       |
| |                                                 |       |
| . No és visible des de la part superior. |                                                 |       |
| | Casa Vallescà                                   |       |
| Núm. 34 | Joc de Pilota i Xucles                          |       |
| No és visible des de la part superior. La imatge correspon al carrer Joc de Pilota |                                                 |       |
| . |                                                 |       |
| | Cases Xicart                                    |       |
| Núm. 36-37 | Xucles                                          |       |
| No és visible des de la part superior. |                                                 |       |
| Dins el jaciment tan sols es conserva part del mur de la façana, ja que la finca es troba fora dels límits. |                                                 |       |
| | Casa Trotxo                                     |       |
| Núm. 38 | Xucles                                          |       |
| No és visible des de la part superior. |                                                 |       |
| . |                                                 |       |

### Habitatges entre els carrers de Xucles, Bonaire, el Joc de Pilota i Roldó

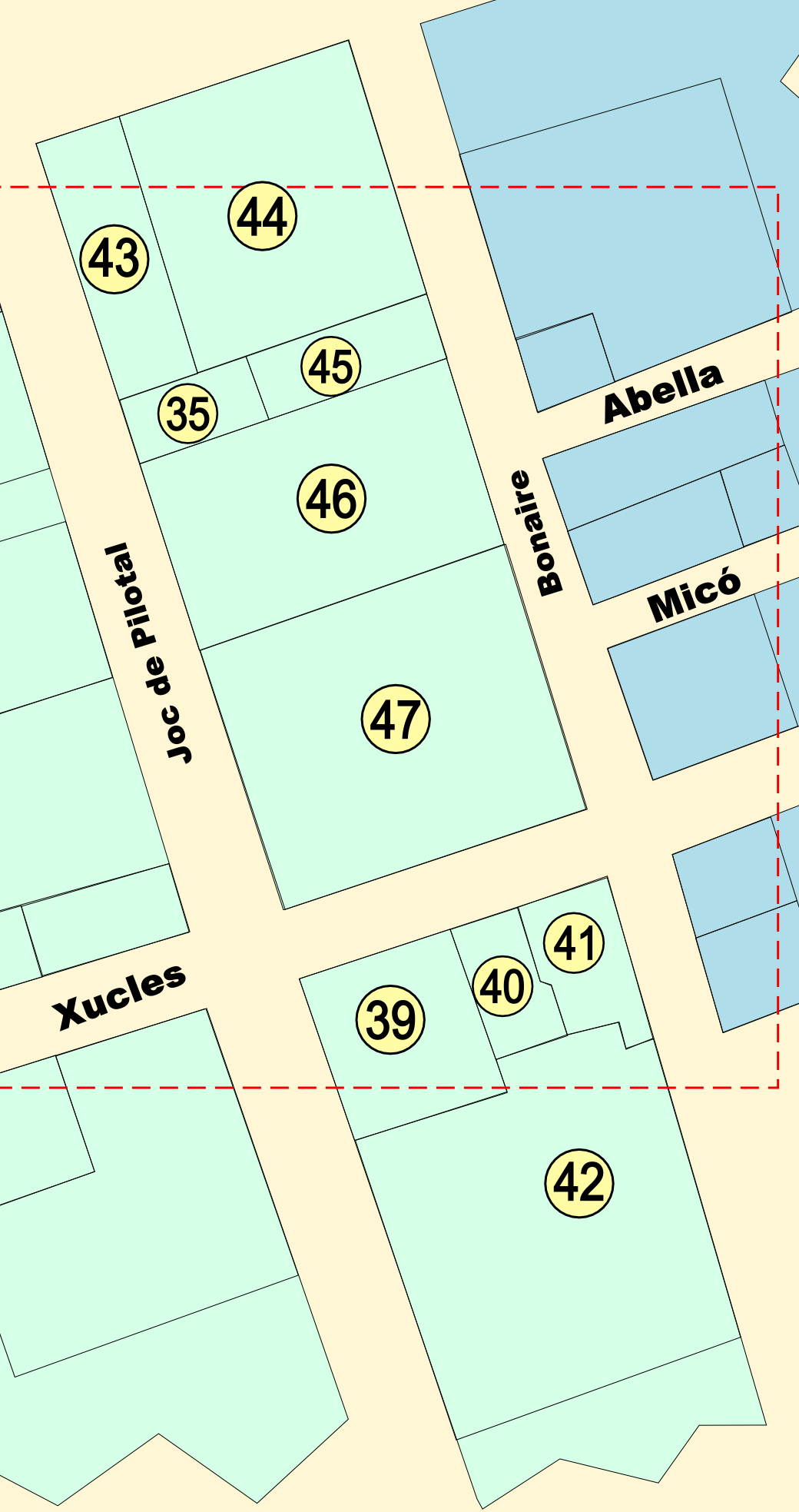

Aquesta illa, situada entre els carrers Xucles, Bonaire, Joc de Pilota i Roldó, aquest darrer ja fora del jaciment, és una de les que acollien activitats de tipus residencial i d'oci. Un 75% està ocupada per les cases Boxadors, uns comerciants coneguts per tenir un negoci de gel i neu.
| Imatge                                                                             | Dades                                   | Dades |
| ---------------------------------------------------------------------------------- | --------------------------------------- | ----- |
|                                                                                    | Casa Blasi                              |       |
| Núm. 35                                                                            | Joc de Pilota                           |       |
| No és visible des de la part superior. La imatge correspon al carrer Joc de Pilota |                                         |       |
| .                                                                                  |                                         |       |
|                                                                                    | Casa Crusat                             |       |
| Núm. 39                                                                            | Joc de Pilota i Xucles                  |       |
| No és visible des de la part superior.                                             |                                         |       |
| .                                                                                  |                                         |       |
|                                                                                    | Casa Mascaró                            |       |
| Núm. 40-41-42                                                                      | Bonaire i Xucles                        |       |
| No és visible des de la part superior.                                             |                                         |       |
| .                                                                                  |                                         |       |
|                                                                                    | Cases Rosa i Milans                     |       |
| Núm. 43-44                                                                         | Pla d'en Llull, Joc de Pilota i Bonaire |       |
| No és visible des de la part superior.                                             |                                         |       |
| .                                                                                  |                                         |       |
|                                                                                    | Cases Boxadors                          |       |
| Núm. 45-46-47                                                                      | Joc de Pilota i Bonaire                 |       |
|                                                                                    |                                         |       |
| .                                                                                  |                                         |       |

### Habitatges entre els carrers de Bonaire, Xucles, Micó, Abella i Roldó

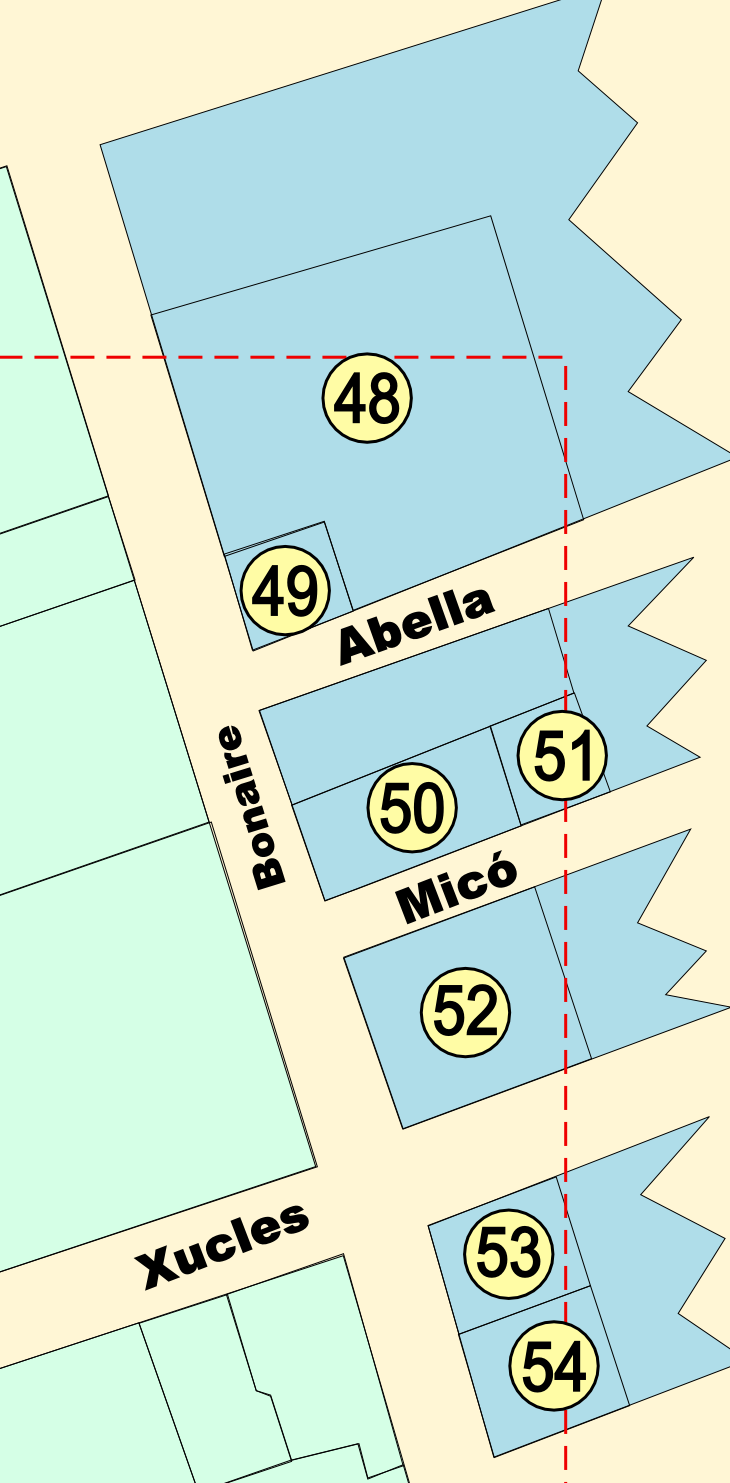

Aquest conjunt d'illes de les quals només una petita part està dins el jaciment. Seguint el frontal del carrer de Bonaire es conserven un seguit de finques que estaven entre els carrers de Micó i Abella, que anaven des d'aquest punt fins a la platja. Per la part nord-est hi havia el carrer Roldó, fora del jaciment. Són cases senzilles que corresponen al barri mariner o zona de la Ribera.
| Imatge                                          | Dades                | Dades |
| ----------------------------------------------- | -------------------- | ----- |
|                                                 | Cases Sobias         |       |
| Núm. 48-49                                      | Bonaire              |       |
| No és visible des de la part superior.          |                      |       |
| .                                               |                      |       |
|                                                 | Cases Serra          |       |
| Núm. 50-51                                      | Bonaire              |       |
| És visible parcialment des de la part superior. |                      |       |
| .                                               |                      |       |
|                                                 | Cases Martras        |       |
| Núm. 52                                         | Bonaire i Xucles     |       |
| És visible parcialment des de la part superior. |                      |       |
| .                                               |                      |       |
|                                                 | Cases Gras i Malaret |       |
| Núm. 53-54                                      | Bonaire i Xucles     |       |
| No és visible des de la part superior.          |                      |       |
| .                                               |                      |       |